# Piccolomini

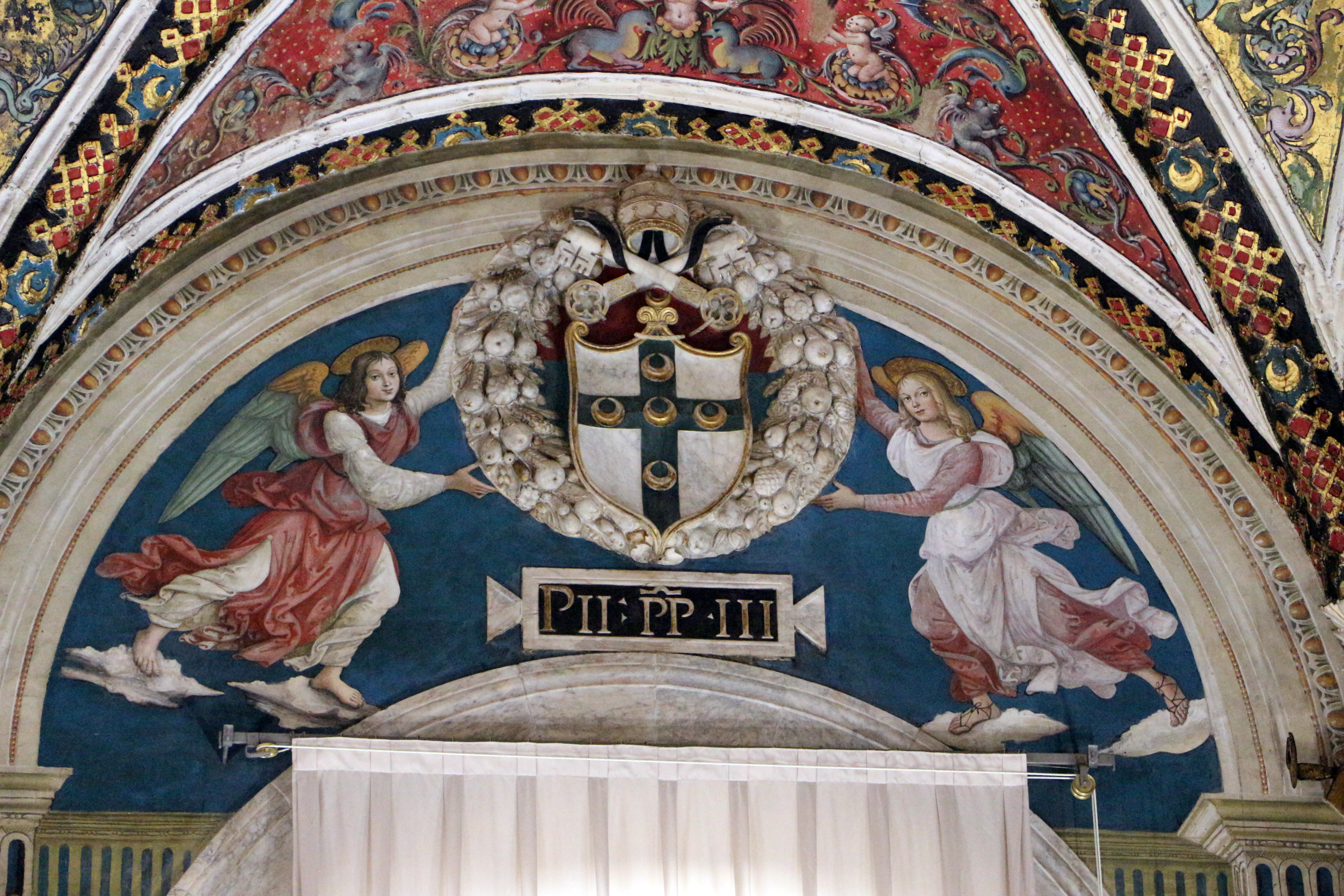
Stemma di Casa Piccolomini all'interno del Duomo di Siena

I Piccolomini sono una famiglia italiana di origine toscana, influente a Siena a partire dall'XI secolo. I suoi componenti, grazie alla loro affermazione nel commercio, nelle armi, nella cultura e nelle scienze, acquisirono notevole visibilità, in Italia e in tutt'Europa. Furono grandi di Spagna, principi del Sacro Romano Impero e diedero alla Chiesa numerosi alti prelati e due pontefici.
Nel XV secolo, l'elevazione al soglio pontificio di Pio II, al secolo Enea Silvio, che era ultimo discendente del cosiddetto "ramo papale", il più ricco e potente della famiglia, permise ai Piccolomini di acquisire nuovo prestigio e popolarità. La statura religiosa, politica e diplomatica del nuovo papa, l'istituzione della consorteria Piccolomini, unita all'atteggiamento apertamente nepotistico di quest'ultimo, diedero nuovo impulso all'affermazione della famiglia, che si impose con rinnovato vigore, sia in campo nazionale che internazionale. In particolare emersero, per opulenza, peso politico ed eccellenza militare, i due rami legati alle sorelle del pontefice: i Piccolomini Todeschini e i Piccolomini Pieri.
I primi si imposero, oltre che per l'elezione di un nuovo papa, Pio III, anche per la loro affermazione nel resto della penisola, stabilendo numerosi nuovi feudi in Toscana, Emilia e Marche e soprattutto nel meridione d'Italia, dove si inserirono ai massimi vertici politici, militari e aristocratici del Regno di Napoli. I secondi, con molti esponenti, raggiunsero il primato in campo militare in Toscana, nel Mediterraneo, in Spagna e nel Sacro Romano Impero, dove uno dei componenti della famiglia, il principe Ottavio, divenne, nel XVII secolo, feldmaresciallo dell'Impero. Gli altri rami della famiglia, sviluppatisi prevalentemente in territorio senese, ebbero radici in tempi antichi. I più illustri furono i Piccolomini di Modanella, i Piccolomini Salamoneschi e i Carli Piccolomini. Questi ultimi due si suddivisero poi in diverse altre ramificazioni. Tutti ebbero, tra i propri membri, personaggi di alto lignaggio che si affermarono nelle più svariate discipline.

## Storia della famiglia
Questa famiglia ha origini molto antiche. Come afferma il Malavolti, è plausibile che i Piccolomini siano di origine franca o germanica, alla stregua di molte altre antiche famiglie senesi del tempo, così come sembrerebbe emergere da un atto di compravendita del 1098, ove un Martino di Piccolomo dichiarava di vivere insieme alla moglie Rozza sotto la legge longobarda.

### Le origini leggendarie

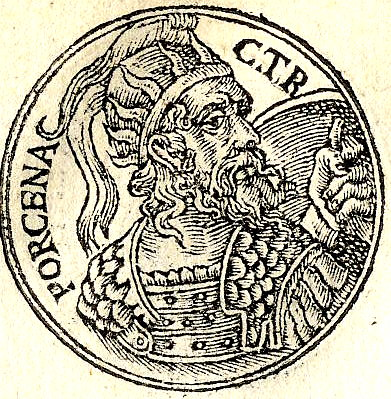
Re Porsenna. Secondo Caio Vibenna, chiese l'intervento di Bacco di Piccolomo contro i Romani

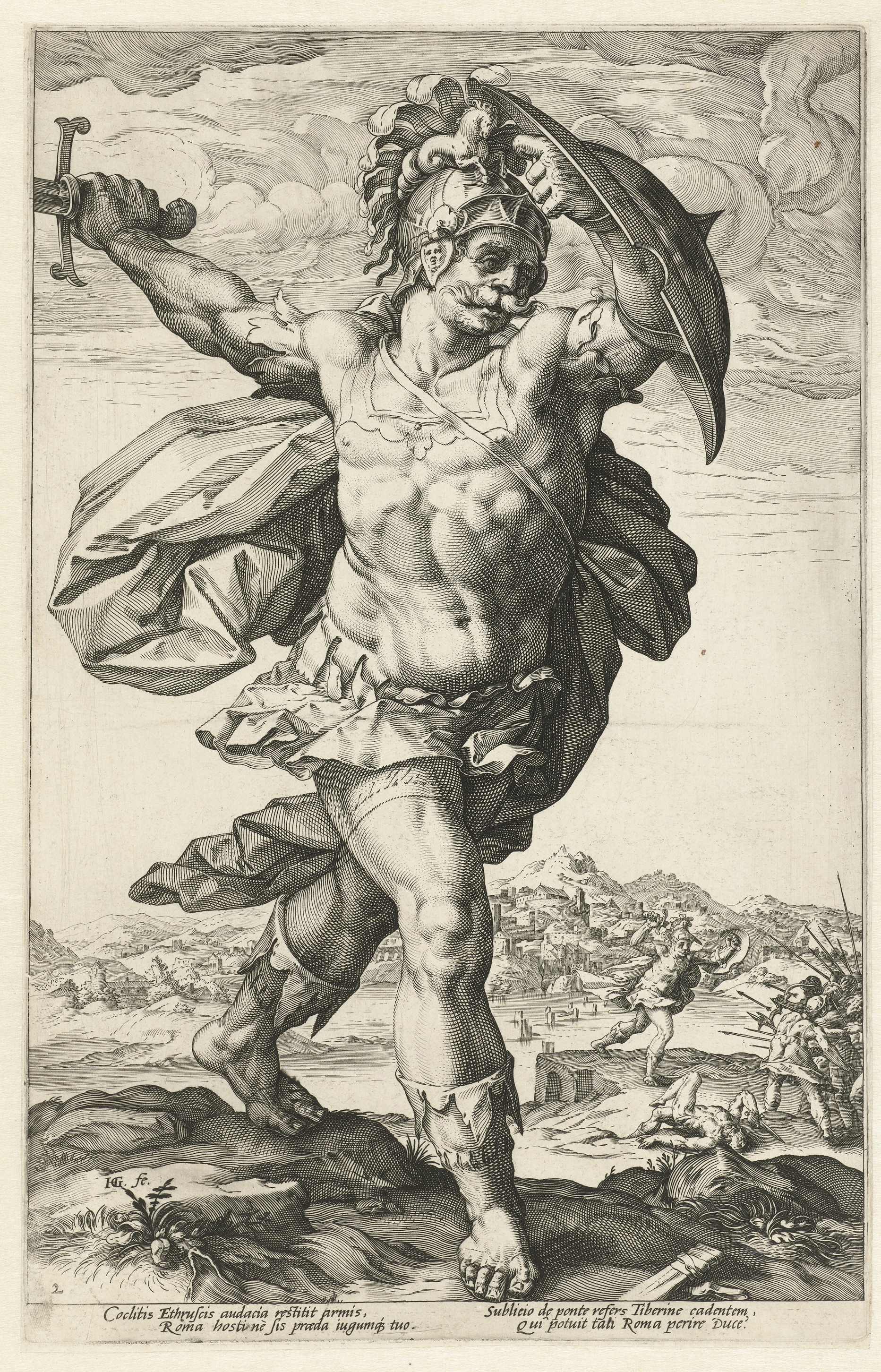
Orazio Coclite, antenato leggendario dei Piccolomini, in un'incisione di Hendrick Goltzius

Intorno alla metà del XV secolo cominciarono a fiorire scritti sulla origine mitica della famiglia. Il poeta fiorentino Leonardo Dati, alla corte di papa Pio II, tradusse dal latino un libretto di Caio Vibenna, in cui compariva un Bacco di Piccolomo, signore del castello di Montone, chiamato dal re Porsenna a soccorrere Tarquinio il Superbo scacciato da Roma: "... andò in aiuto a quel re contra i romani con dugento homini a piedi e cinquanta a cavallo, [inalberando] la sua insegna di color bianco con croce azura adentro meze lune d'oro come è oggi l'arme di questa famiglia...". Il papa Piccolomini, lungi dal farsi tentare da queste suggestioni mitiche, era comunque convinto che la sua famiglia affondasse le radici nell'antica Roma per il frequente ricorrere dei nomi Silvio, Enea o Ascanio. Altri scritti, conservati negli atti della consorteria Piccolomini e custoditi nell'Archivio di Stato di Siena, evocano un'ascendenza dai re di Alba Longa, con un improbabile salto indietro nel tempo di oltre duemila anni. È comunque certo che tutta la memorialistica genealogica concorda nell'attribuire a questa famiglia un'origine sicuramente remota.
Nel XVII secolo due fratelli Piccolomini, del ramo di Modanella, si accingevano a fare un grande albero genealogico della famiglia. Per suggellare con una certificazione legale la loro antica genealogia, diedero incarico ad un notaio, Alessandro Rocchigiani, di mettere ordine nelle varie fonti che dissertavano sull'origine della famiglia. Evidentemente il fascino del mito, misto alla riverenza dovuta agli illustri committenti, invece di eliminare le componenti leggendarie finì per aumentarle. Orazio Coclite fu indicato con certezza, dallo zelante notaio, come nuovo capostipite della famiglia. Indubbiamente alcune coincidenze destano stupore. Infatti, nella colonna che ornava il Campidoglio, risaltava scolpita, nello scudo dell'antico romano, la sua impresa, identica a quella della famiglia senese. Una volta agganciata ad Orazio, la stirpe dei Piccolomini aveva, nell'antica Roma, il nome di Parenzi e da qui poi un suo componente scelse come nuova residenza la colonia Senese. Dove abbandonò il suo nome, Chiaramontese, per mutarlo in Piccholuomo..

### Prime testimonianze
In tempi più recenti, il riferimento più antico ai Piccolomini emerge quando Siena non era ancora eretta a repubblica. L'imperatore Arrigo II nominò Salamone Piccolomini suo procuratore e governatore del territorio senese, nel 1055, e secondo quanto asserisce il Bisdomini, lui e suo fratello Matteo costruirono due torri cittadine, di cui una sulla strada che conduceva a Roma.
In quel tempo il loro stemma non era ancora ben definito, e spesso nella croce azzurra apparivano più mezzelune delle cinque comunemente conosciute.

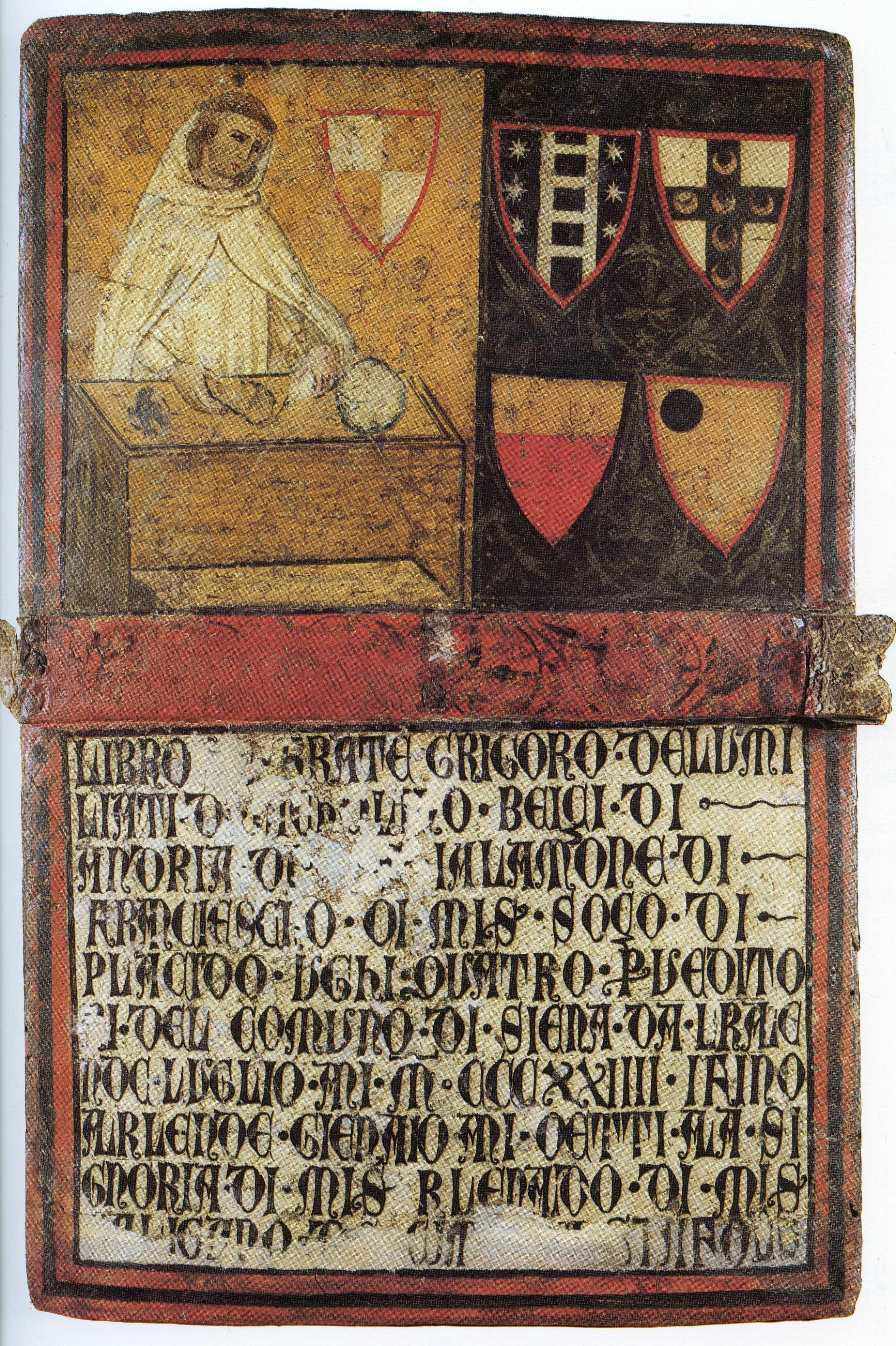
Tavoletta di Biccherna del 1324.
È presente un antico stemma Piccolomini con sei lune crescenti

Sono ricordati come appartenenti ai Grandi di Siena e furono fra i primi ad essere ascritti al monte dei Gentiluomini.
Rustichino di Orlando e Guglielmo di Piccholuomo parteciparono al governo della città come consoli della giovane repubblica nel 1160 e nel 1170. Rainerio di Montonio e Rustichino di Piccolomo nel 1178 e 1228.
Già da tempi molto remoti possedevano il castello di Val di Montone, che sorgeva su uno dei tre colli a ridosso dei quali si sarebbe poi sviluppato il tessuto urbanistico della Siena medioevale. Nel 1220, Engelberto o Inghilberto d'Ugo Piccolomini ricevette il feudo di Montertari in Val d'Orcia dall'imperatore Federico II come premio per i servizi resi.
La famiglia acquisì palazzi e torri a Siena e vari castelli nel territorio della repubblica. Alcune fra le più antiche di queste proprietà, come Montone e Castiglione, furono vendute a Siena nel 1321.

I Piccolomini ottennero grandi ricchezze tramite il commercio e stabilirono uffici contabili a Genova, Venezia, Aquileia, Trieste e in varie città di Francia, Inghilterra, Germania e Austria.

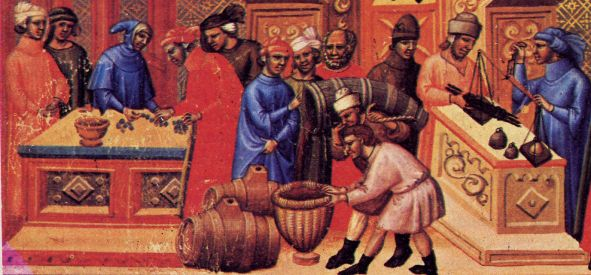
Ufficio contabile e mercantile nel Medio Evo

Sostenitori della causa guelfa, allorché la parte ghibellina trionfò in Toscana nel 1260 con la Battaglia di Montaperti, furono costretti, come tanti altri, a prendere la via dell'esilio e le loro case e possedimenti vennero devastati e distrutti. Rientrarono in patria con l'aiuto francese, ma furono nuovamente scacciati durante il breve regno di Corradino di Svevia. Dopo le battaglie di Tagliacozzo (1268) e Colle di Val d'Elsa (1269), nelle quali gli Svevi e la parte ghibellina furono definitivamente sconfitti da Carlo I d'Angiò, i Piccolomini tornarono trionfalmente a Siena e perseguirono con determinazione gli appartenenti alla fazione ghibellina.
Queste continue lotte tra diverse fazioni indebolirono sensibilmente l'influenza commerciale della repubblica, a tutto vantaggio dei rivali fiorentini, che forti della vittoria guelfa andarono ad occupare i più importanti nodi commerciali, prima detenuti dai senesi. In questo contesto i Piccolomini, più lungimiranti di altri, si ritirarono dal commercio, evitando la lunga catena di fallimenti che coinvolse altre potenti famiglie senesi.
Mentre continuavano a dedicarsi al consolidamento delle loro ricchezze e del loro dominio terriero, seppure con discrezione e riservatezza, rimasero ai vertici dello stato e parteciparono attivamente al governo della repubblica, essendo il loro prestigio rimasto inalterato.
Attraverso i vari rami della famiglia estesero, nel corso degli anni successivi, le loro signorie ad Alma, Castiglioncello, Amorosa, Roccalbegna, Torre a Castello, Porrona, Triana, Castiglione d'Orcia, Ripa d'Orcia, Batignano, Celle, Castiglione della Pescaia, Radicofani, la citata Montertari, Sticciano, Modanella, Montemarciano, Camporsevoli, l'Isola del Giglio, Castiglion del Bosco, Capestrano, Celano, Amalfi, Náchod in Boemia, Valle nel Regno di Napoli.
Inoltre possedevano Corsignano, chiamato poi Pienza, la fortezza di Castiglion Baroti, Bibbiano Cacciaconti e Bibbiano Guilleschi, Castelnuovo Berzi e vasti territori a Montalcino, Rosia, Radi, Arbiola, Asciano, Abbadia Ardenga, Montefollonico, Rapolano, Poggio S. Cecilia, Montichiello, Bettolle, Vergelle e altri luoghi minori.

### Discendenza di Piccolomo
La discendenza di Piccolomo, tramite i numerosi figli, fin dalle origini si divise in due grandi ramificazioni: quella di Bartolomeo e quella di Rustichino, all'interno delle quali si svilupparono diverse linee genealogiche. Anche un altro figlio, Ugo, ebbe numerosa discendenza. Tale linea, però, non è stata illustrata da nessun genealogista, probabilmente perché estinta in tempi remoti, durante il XIV secolo.

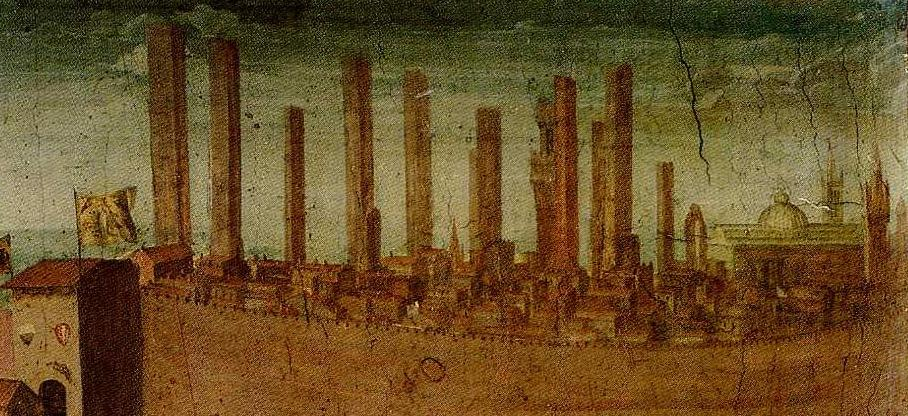
Le torri di Siena in un antico dipinto

Nel basso Medioevo esistevano diversi istituti giuridici a protezione dell'integrità dei beni familiari, come i fedecommessi, la primogenitura e le commende. La costituzione della consorteria Piccolomini, rimasta in vigore fino al 1821 e voluta da uno dei discendenti di Rustichino, il papa Pio II, rafforzò ulteriormente l'unione politica e patrimoniale della famiglia.

La consorteria prevedeva infatti che, ove un ramo dovesse terminare con un componente femminile, l'eventuale consorte fosse aggregato o adottato nella famiglia Piccolomini, con l'obbligo di sostituire o aggiungere il cognome e sostituire o inquartare lo stemma.

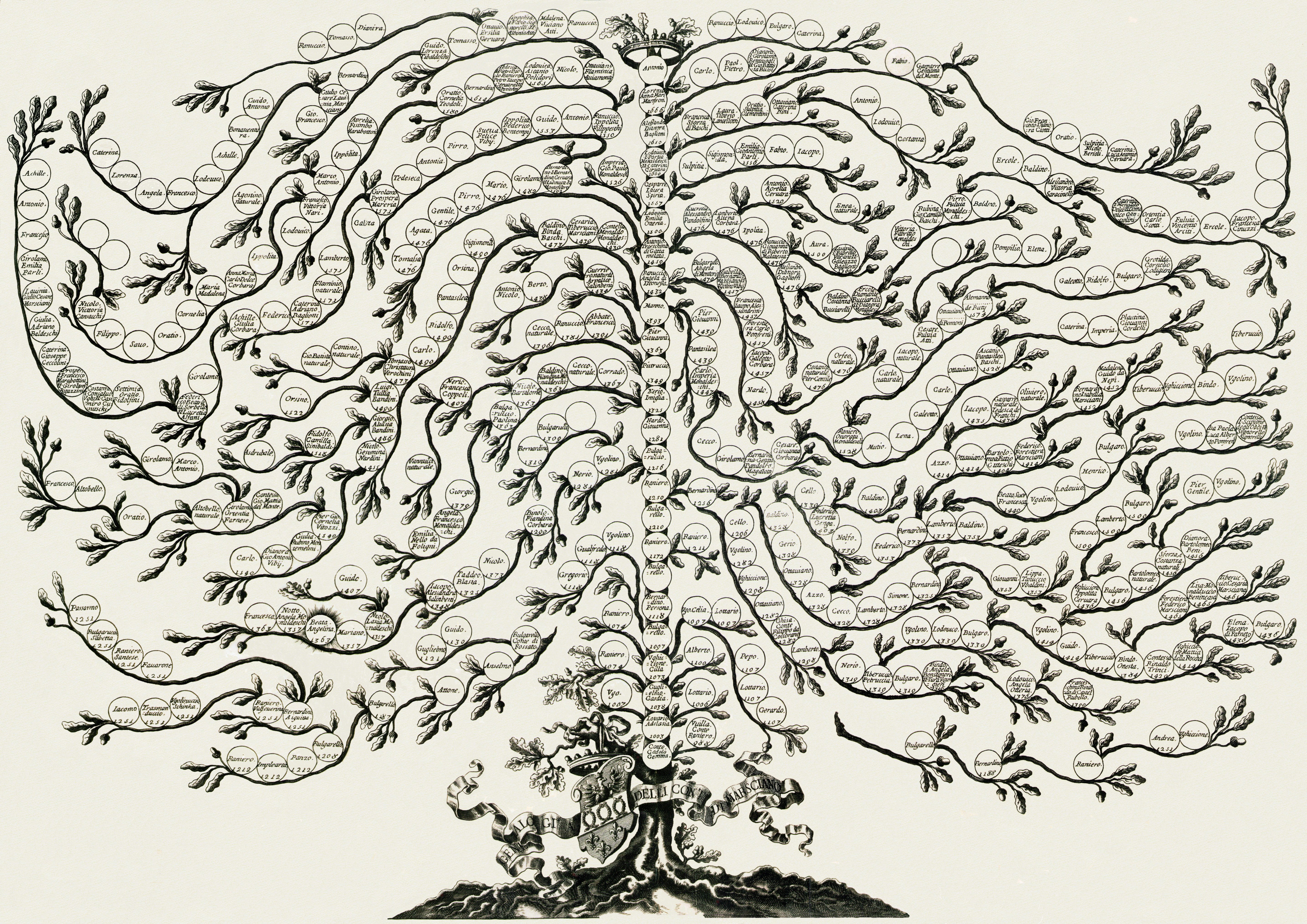
Un esempio di albero genealogico della stessa epoca

 Oppure era prevista l'unione matrimoniale con un componente di altra linea genealogica della famiglia. In entrambi i casi dovevano essere assunti tutti gli obblighi e i benefici conseguenti all'ingresso nella consorteria, con trasferimento del patrimonio, dei titoli nobiliari e dei predicati. Nell'albero genealogico del 1688, era posta una puntuale distinzione tra Piccolomini estranei, ovvero adottati, e Piccolomini aggregati. La distinzione non era solo formale. Gli aggregati, infatti, potevano partecipare alle assemblee consortili, con gli stessi privilegi e attribuzioni dei Piccolomini originari. Inoltre all'epoca le linee genealogiche erano numerosissime, per cui venne fatta una distinzione che, in pratica, divideva la famiglia in tre categorie.
I Piccolomini originari, che erano: Piccolomini Alamanni, Guglielmini, Turchi, Montoni, Chiaramontesi, Ugoni, Rustichini, Modanelli o di Modanella, Spinellesi o della Triana, Salmoneschi, Mandoli, Carli.
I Piccolomini aggregati, che erano: Piccolomini Todeschini, Piccolomini d'Aragona e Piccolomini d'Aragona e di Castiglia.
I Piccolomini estranei, che erano: Pieri o di Sticciano, Del Testa, Ammannati, Loli, Patrizi, Miraballi, Spannocchi, Cesarei, Bandini, Lucentini, Siverii.
Tale sofisticata struttura rende, talvolta, disagevole la lettura della genealogia di questa famiglia. Per questo motivo vengono esposte le linee genealogiche storicamente più significative e quelle superstiti.

### Ramo di Ugo
Come accennato, non si hanno molte notizie di questa linea genealogica. La discendenza di Ugo va comunque ricordata per alcuni importanti personaggi, ad essa riconducibili.
- Bonicella Cacciaconti Piccolomini (1230 ca. - † 1300 ca.). Beata e originaria di Trequanda, come ricordato in una pergamena dell'Ospedale di Santa Maria della Scala di Siena, andò in sposa a Ildobrandino di Ugo. Va ricordata, oltre che per le sue celebrate virtù, anche perché, con ogni probabilità, grazie a lei, la fortezza di Modanella, già dei Cacciaconti entrò nell'orbita della famiglia Piccolomini.
- Matteo (1290 ca. - † 1341). Discendente di Ugo, tramite Toma di Alamanno, viene ricordato, insieme al cugino Meuccio, come acquirente del borgo fortificato di Castiglion d'Orcia, che poi fu rivenduto a Siena nel 1321[14].

Questa linea si estinse nella seconda metà del XIV secolo.

### Ramo di Bartolomeo
Guglielmo di Bartolomeo detto Cencio attraverso due dei suoi figli, Conte e Salomone, diede origine ad altrettante importanti linee, denominate rispettivamente dei Salamoneschi e di Modanella. Guglielmo ebbe anche un altro figlio, detto Guglielmino, che ebbe una breve discendenza, dotata, però, di grandi mezzi. Finanziò la Repubblica in diverse occasioni, divenendone largamente creditrice. In particolare durante i conflitti sostenuti nei confronti dei conti Aldobrandeschi di Santa Fiora, Siena dovette dare in pegno alcune località strategiche come Castiglione d'Orcia nel 1315 e successivamente per saldare un debito di 17 450 fiorini d'oro dovette vendere il borgo e la rocca e Pietra d'Albegna (successivamente chiamata Roccalbegna) nel 1318. Attore di queste transazioni fu Meuccio di Guglielmino, che non avendo mire di dominio su questi territori, di buon grado ne consentì il riacquisto da parte del Comune, rispettivamente, nel 1321 e nel 1324.
Guglielmino e i suoi figli, a cavallo del XIII e XIV secolo, si impegnarono a consolidare il loro patrimonio fondiario e immobiliare nella zona di Corsignano.

#### Piccolomini Salamoneschi
È questa una delle ramificazioni, che ha dato alla famiglia diversi personaggi illustri, tra capitani di ventura, notabili e uomini di chiesa.
Gli uomini d'arme di questa linea si sono espressi specialmente nel XIV secolo, quando il potere e la stabilità della Repubblica, non si erano ancora consolidati. Tre figli di Salomone Spinello, Pietro e Tommaso furono condottieri dotati di grande carisma tra la popolazione. Dotati di cospicui mezzi, ebbero con le loro milizie, un ruolo di primaria importanza nei territori della Toscana meridionale, tanto da essere temuti per le loro iniziative personali, non sempre in linea con le direttive delle autorità centrali.

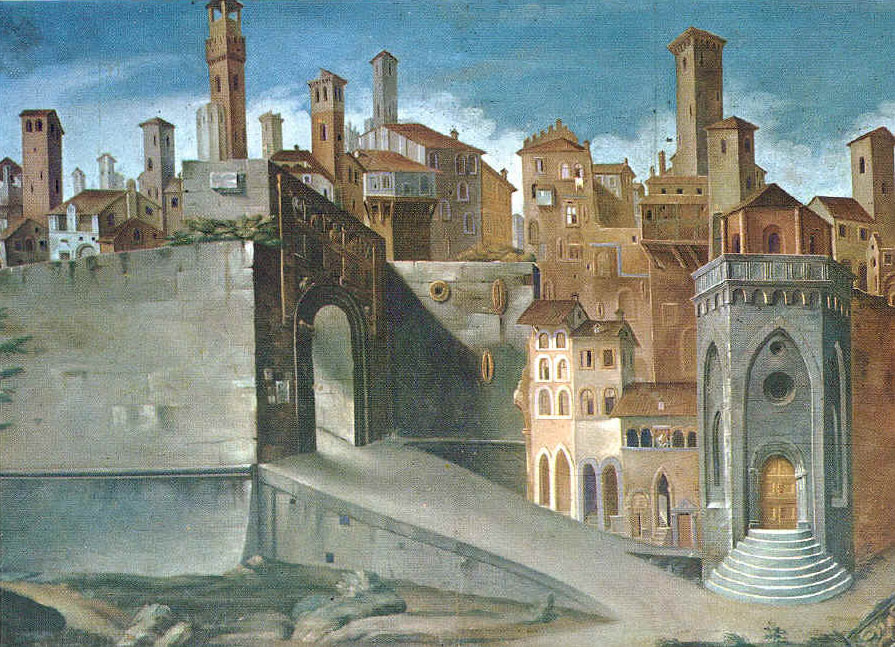
Perugia. Nel 1412 affidata alla difesa da Nanni Piccolomini

- Tommaso (1316 ca. - † ?). Detto Prete Grasso[18], dopo alcune iniziative non gradite, fu bandito da Siena e come soldato di ventura, passò al soldo di Fra Moriale, condottiero francese, di dubbia fama,  che era di passaggio in Toscana. Effettuò numerose scorrerie, pretendendo consistenti riscatti per la liberazione dei territori occupati. Questa sua attività gli fruttò 13.000 fiorini, che la Repubblica fu costretta a pagargli[19].
- Spinello (1310 ca. - † ?). Nel 1363 si impadronì, insieme ai fratelli, Pietro e Tommaso, del castello di Batignano, di notevole importanza strategica, e lo restituì a Siena solo dietro pagamento della considerevole somma di denaro di 6.400 fiorini[20]. Durante questa controversia Spinello fu imprigionato e rinchiuso a Castiglioncello, da dove però riuscì a fuggire[21].
- Pietro di Salamone (1317 ca. - ?). Dopo le prime scorribande giovanili insieme ai fratelli, fu sempre presente nelle numerose campagne militari che Siena teneva per la conquista di nuovi territori. Nel 1376 per conto della Repubblica riconquistò il porto e la fortezza di Talamone e altri territori contesi al papato[22][23]. Come commissario della repubblica stipulò l'alleanza con Firenze, Perugia, Arezzo e l'imperatore in chiave anti-viscontea (Lega di Siena 1351), a difesa di Bologna. Successivamente in difesa di questa città si mosse con le truppe senesi alleate del papa Urbano V. In tarda età si dedicò all'attività di governo, (Provveditore di Biccherna 1381) e affinò la sua abilità diplomatica, stipulando numerosi trattati con i signori feudali del tormentato territorio senese.

I figli di Spinello continuarono la tradizione militare della famiglia. Uno dei due, Niccolò, seguì le vicende belliche nel territorio senese, inizialmente affiancato dal fratello Nanni.

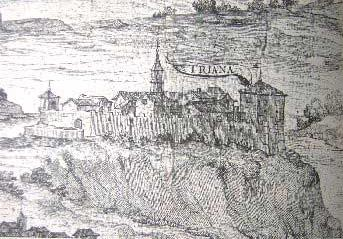
Il castello della Triana - Incisione XVII secolo

- Nanni di Spinello[24] (Al battesimo, Giovanni) (1370 ca. - † 1425), capitano di ventura, ebbe una personalità variegata e turbolenta. Bandito dalla Repubblica, si unì ad Angelo Tartaglia, altro condottiero italiano. Con questi occupò Radicofani, per poi venderlo ai Senesi.Il castello della Triana - Incisione XVII secolo Nel 1412 si pose a difesa dei territori di Perugia insieme a Ceccolino Michelotti e riuscì a battere Braccio da Montone, che difendeva gli interessi papali. Rimase per qualche anno a difesa di questa signoria al comando di 150 lancieri. Si cimentò nuovamente contro Braccio da Montone, questa volta contro Perugia e a fianco di Muzio Attendolo Sforza, entrambi al servizio di Ladislao re di Napoli. Sempre nel 1417 divenne senatore di Roma[25] e successivamente, sempre affiancando Attendolo Sforza, si mise al servizio di papa Martino V. Ancora una volta affronta Braccio da Montone nella battaglia di Montefiascone (1419), nella quale però questa volta viene sconfitto. Durante tutte queste vicende belliche ed i continui rivolgimenti di fronte, grazie all'intervento del re di Napoli, venne riammesso a Siena, con il ripristino del suo status di cittadino della repubblica.

Nel 1421, insieme ad altri condottieri italiani, passò al servizio degli Angiò. A Cosenza, al comando di Francesco Sforza, combatté una lunga campagna contro le truppe di Alfonso d'Aragona.
Nei brevi periodi di pace, decise di mettere a frutto i larghi guadagni ottenuti nelle numerose campagne militari, acquistando insieme al fratello Niccolò il Castello di Triana, che con i territori di pertinenza rappresentava un'importante marca di confine rispetto ai domini del papato.
- Salamone (1385 ca. - † ?), figlio di Niccolò e nipote di Nanni, ottenne dalla Repubblica l'esenzione dei tributi, e la costituzione della signoria della Triana, che prese la fisionomia di un vero e proprio dominio feudale.
- Spinello (1380 ca. - † ?), fratello di Salomone, diede origine a una linea che si perpetuò fino al XVII secolo. I suoi discendenti furono impegnati prevalentemente nella vita economica, culturale e politica di Siena, ma non produssero personaggi di particolare rilievo storico, con l'eccezione di alcuni alti prelati.

1. Aldello (1450 ca. - † 1510). Vescovo di Sovana dal 1492 al 1510[26]. Vissuto ai tempi dei due pontefici della famiglia, fu particolarmente vicino al cugino Francesco Piccolomini Todeschini, papa Pio III, che nei suoi pochi giorni di pontificato, lo chiamò subito presso i Palazzi Vaticani[27] e gli fece dono della commenda del monastero di Santa Maria di Monte Oliveto, in Lombardia[28]. L'investitura di questa abbazia (da non confondere con l'abbazia di Monte Oliveto Maggiore di Asciano), con la morte dell'ultimo titolare era stata concessa, nel 1459, da Pio II, al nipote Francesco, quando era agli inizi della sua carriera ecclesiastica. Da quasi cinquant'anni, il monastero aveva perso le sue funzioni ed era solo fonte di reddito. Aldello decise di ripristinare la natura religiosa dell'abbazia. Reintrodusse i monaci cistercensi, cedendo loro il monastero, la chiesa e i beni posseduti nelle numerose pievi di pertinenza[29], riservando per sé la possibilità di abitarci in caso di necessità. La donazione ed il ripristino del monastero, nelle sue funzioni religiose, fu approvato e sancito nel 1504 da papa Giulio III[30]. Aldello continuò la sua attività nella diocesi di Sovana, fino alla sua morte avvenuta nel 1510.
2. Fabio (1567 - † 1629). Fu vescovo di Massa Marittima. Viene ricordato, tra le altre cose, per aver commissionato uno degli altari della chiesa di Santa Maria di Provenzano a Siena, compresa la preziosa tela della Messa di san Cerbone di Rutilio Manetti.
3. Niccolò (1628 - † ?). Ebbe l'incarico, presso la Curia romana, di segretario dei memoriali di Alessandro VII.

- Niccolò (1470 ca. - † ?). Questo componente della famiglia ebbe due figli, uno dei quali,

1. Girolamo (1510 ca. - † ?), si distaccò creando una nuova linea, che prese il cognome di Piccolomini della Triana.
2. Spinello (1510 ca. - † ?), continuò la linea dei Salamoneschi per altre quattro generazioni, allorché uno dei suoi discendenti, altro Niccolò, creò la linea dei Piccolomini Naldi Bandini. Dopo sette generazioni, sempre partendo da Spinello, con Giulio Cesare, i Piccolomini Salamoneschi, per effetto dell'eredità d'Aragona, cambiarono, definitivamente il cognome, in Piccolomini d'Aragona.

##### Piccolomini della Triana

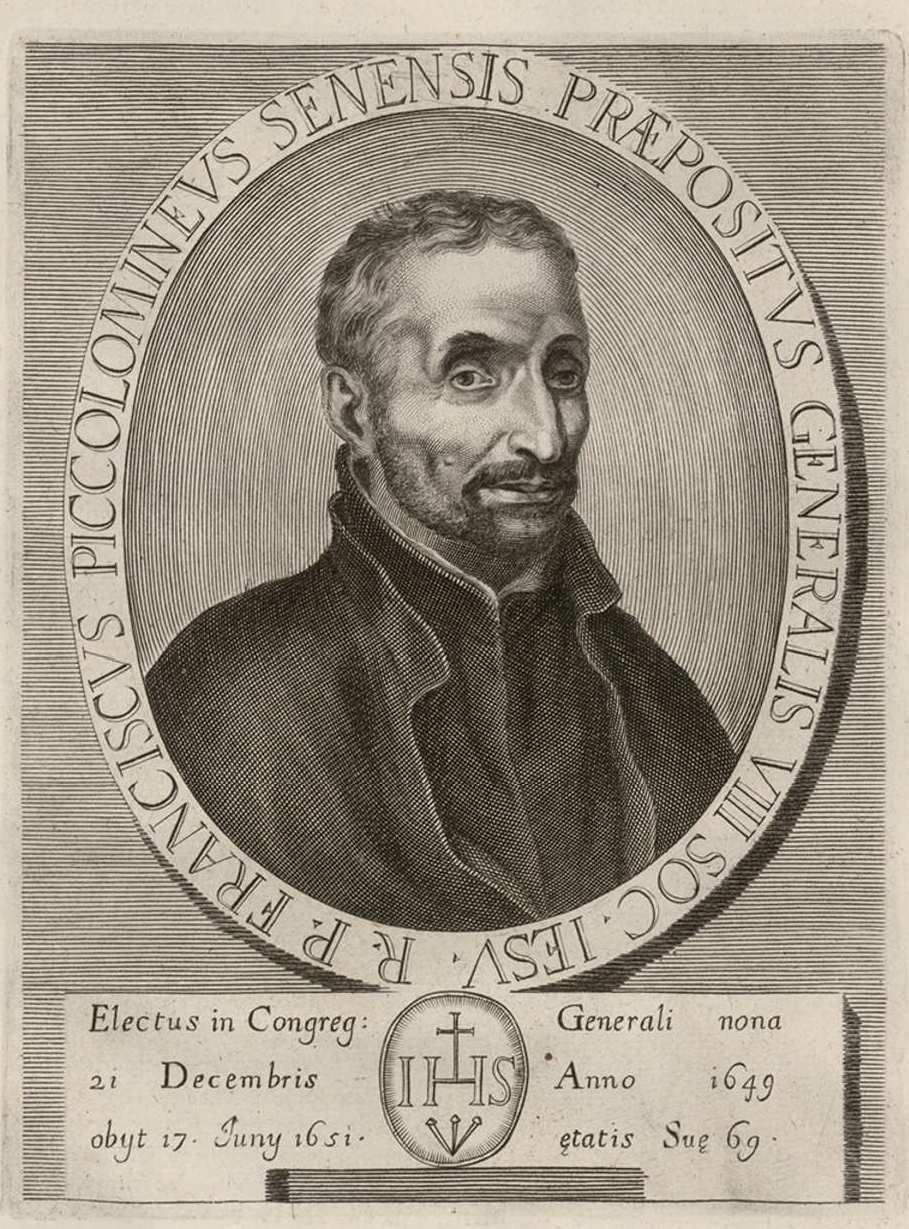
Francesco Piccolomini della Triana

Questo ramo, scaturito dalla linea dei Piccolomini Salamoneschi, contò nelle sue line diversi, cavalieri di Malta, religiosi e padri gesuiti. A differenza degli altri Piccolomini, fu utilizzato nello stemma, il capo dell'impero con l'aquila bicipite, anziché quella tradizionale ad una testa. Dopo il distacco dalla linea primogenita, si perpetuarono per altre sei generazioni, fino alla metà del XVII secolo. Periodo durante il quale diversi personaggi diedero notorietà alla famiglia, tra cui di rilievo è stato un padre gesuita, Francesco: teologo, filosofo e insigne prelato.
- Francesco (1582 – † Roma 1651), di Lelio di Girolamo. Figura da sottolineare per la sua rettitudine morale e la sua grande devozione religiosa. Divenne gesuita all'età di 18 anni e successivamente professore di filosofia e teologia nel Collegio Romano. Dopo aver retto diverse provincie dell'ordine, divenne nel 1649 Preposito generale della Compagnia di Gesù[31].

La linea dei Signori della Triana, si sarebbe estinta, se l'ultima nata, Agnese, in linea con le regole consortili, non si fosse sposata, (nel 1640 circa) con il cugino Spinello, ultrogenito dell'originario ramo dei Piccolomini Salamoneschi. Nel 1895, però, anche questa linea si estinse con Nicolò, che lasciò erede dei suoi beni, che comprendevano anche il Palazzo di Pienza, il lontano cugino Silvio dei Carli Piccolomini, che portò così la signoria e il predicato della Triana nell'altro grande ramo della famiglia, generato da Rustichino.

##### Piccolomini Naldi Bandini
Questi Piccolomini uscirono dall'asse dei Salamoneschi, con Niccolò (1675 ca. - † ?), figlio di Orazio. Questi essendo uno dei figli minori di quella generazione ed escluso da grandi lasciti ereditari, rischiava di dover abbracciare la carriera religiosa, per la quale non era portato, o rimanere celibe non potendo formare una famiglia degna dei livelli del suo censo. Nonostante queste reticenze, decise di sposare Barbara Naldi, il cui cognome apparteneva a una famiglia patrizia senese in via di estinzione. Lo zio di Barbara, Mattia Naldi, medico ed erudito di altissimo livello, ultimo componente maschile della famiglia, non aveva discendenza. Viveva presso il Palazzo Apostolico a Roma, ricoprendo la carica di archiatra pontificio, al servizio del suo conterraneo e amico, papa Alessandro VII. Depositario del patrimonio di famiglia, decise di investire della primogenitura, Niccolò Piccolomini Salamoneschi, marito della nipote Barbara, con l'obbligo, però di rinunciare al suo stemma e cognome, per assumere quelli dei Naldi. Condizione che, accolta, riportò la sua situazione patrimoniale, se non ai livelli magnatizi dei familiari, a un ambito consono al suo rango.
Da questi iniziò la linea Naldi. Toccò al nipote Flavio, (1749 - † ?), acquisire nuovamente il cognome e lo stemma Piccolomini, rientrando nella consorteria, tramite il matrimonio con Caterina, ultima nata dei Piccolomini di Modanella. Infine lo stesso Flavio, per decisione della consorteria, fu destinatario della grande eredità Bandini.
Assunse definitivamente il cognome Piccolomini Naldi Bandini, costituendo uno dei due rami dei Piccolomini originari ancora viventi nel XXI secolo.

##### Piccolomini d'Aragona (già Piccolomini Salamoneschi)
Dopo il distacco dei Piccolomini della Triana e dei Piccolomini Naldi Bandini, il ramo dei Piccolomini Salamoneschi continuò, ma mutò il cognome per effetto dell'eredità dei Piccolomini d'Aragona.
- Giulio Cesare (1750 ca. - † ?) ereditò, nel 1807, dai lontani cugini napoletani Piccolomini d'Aragona, il cognome d'Aragona, il ducato d'Amalfi, i principati di Nachod e di Valle e la baronia di Scafati.

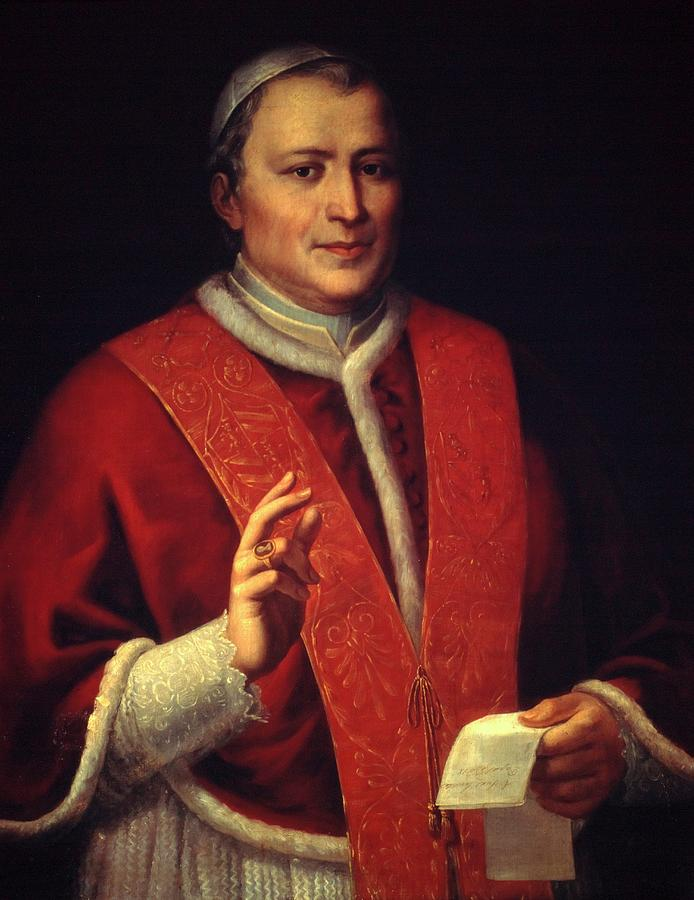
Pio IX

- Giacomo (Siena 1795 - † Siena 1861) Trascorse la sua infanzia a Siena, dove ebbe la sua prima educazione scolastica. Ordinato sacerdote, divenne primicerio della Cattedrale di Siena[33]. Successivamente si recò a Roma, dove prese dimora nel Palazzo Altieri Spinola, a piazza Campitelli[34]Giacomo PiccolominiPio IX. Frequentò nel 1816[35] l'Accademia Pontificia, dove ultimò la sua formazione ecclesiastica.
Fu elevato al rango cardinalizio da papa Gregorio XVI, nel 1845. Durante la sede vacante dell'anno successivo, partecipò al tormentato conclave[36] che elesse il nuovo papa Pio IX[37].
Dopo due anni, durante i tumulti che portarono alla proclamazione della Repubblica Romana, fuggì insieme al pontefice, condividendone l'esilio[33]. Fu sempre a fianco del papa, e continuò ad accompagnarlo, quando il 4 settembre 1849, a bordo del vapore Tancredi, lasciò la fortezza di Gaeta, suo primo luogo di confino[38].
Nella Reggia di Portici, fece parte della ristretta corte Pontificia, costì ritirata e costituita dai cardinali Tommaso Riario Sforza, Camerlengo, Giacomo Antonelli, Segretario di Stato e Fabio Maria Asquini dignitario pontificio[39].
Il 12 aprile 1850, alla restaurazione dello Stato Pontificio, rientrò con il Papa a Roma, dove ebbe incarichi di Curia. Negli ultimi anni tornò a Siena dove morì nel 1861.

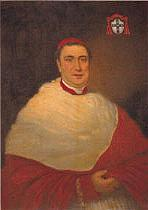
Giacomo Piccolomini

Questa linea dei Piccolomini si è estinta nel 1985, con il conte Alberto che dal matrimonio con Elda Ciacci non ebbe discendenza maschile.

#### Piccolomini di Modanella
Questo ramo fu originato da Conte di Guglielmo. Dopo le sanguinose guerre intercorse tra le fazioni della Repubblica durante il XII secolo, Conte insieme al padre fu tra quelli che giurarono la pace definitiva tra guelfi e ghibellini. Conte ricevette in eredità il castello di Modanella, località dalla quale prese il nome questa linea.

Fortezza di Modanella - Siena (Castello della famiglia Piccolomini)

I personaggi notabili furono diversi. Se ne ricordano brevemente solo alcuni.
- Antonio (Siena 1425 ca. - Siena † 1459). Monaco camaldolese, fu il primo arcivescovo di Siena.
- Andrea (1400 ca. - † ?) di Mino, detto Ciscranna, fu poeta di discreta fama[40] e ricordato in numerose pubblicazioni, tra cui il Crescimbeni.
- Fausta (1525 ca. - † ?) discendente di Niccolò di Andrea, fu un personaggio particolarmente originale e inconsueto per l'epoca. Durante il lungo assedio della città di Siena, fu una delle tre nobildonne senesi che ebbe il comando di una truppa tutta femminile come ricorda Biagio di Monluch nei suoi commentari[41]. Si distinse particolarmente nella difesa del convento di Santa Chiara. Portava come impresa una croce bianca e come motto Pur che non la butto[42].
- Scipione (1515 ca. - † ?) di Bernardino. Dopo la caduta di Siena, andò in esilio in Francia ed al seguito di Carlo IX, combatté contro gli Ugonotti, trovando la morte nella Battaglia di Moncontour (3 ottobre 1569).
- Francesco (1570 ca. - † ?) di Giulio. Morì giovane lasciando vedova la moglie Onorata Vieri, che divenne prima dama di corte a Vienna, al seguito della principessa Claudia de' Medici che andò in sposa all'arciduca Leopoldo V d'Austria. La Vieri rimase presso la corte asburgica per ventotto anni, ove rivestì un ruolo influente e di prestigio. Richiamò presso di sé i figli Liduino e Giulio, che passarono parte della loro giovinezza a Vienna, acquisendo benefici e riconoscimenti da parte dell'Imperatore Ferdinando III d'Asburgo[43].
- Francesco (1606 ca. - † ?) di Francesco, Capitano del Popolo, nel 1652, insieme al fratello Giulio, letterato, in seguito al riordino delle antiche carte familiari, redasse un dettagliato albero genealogico, che per mano dei maestri incisori Antonio Ruggeri e Giorgio Vidman, divenne una vera e propria opera d'arte[44]

 Liduino - Conte del Sacro Romano Impero (1648)

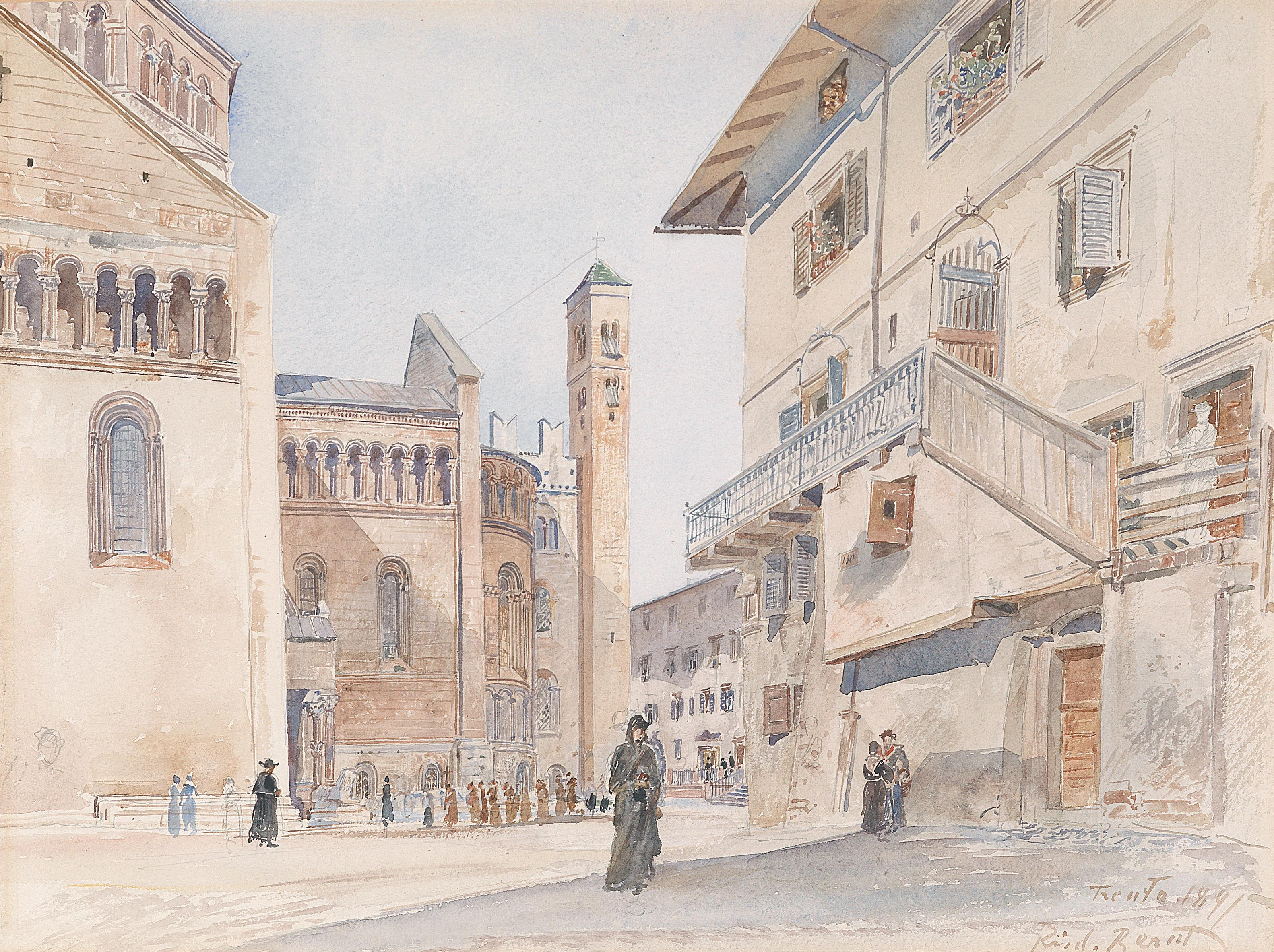
La cattedrale di San Vigilio, Duomo di Trento, in un dipinto d'epoca

- Liduino (n. 1615 - † 1681) di Francesco. Fu preposto della Cattedrale di Trento. Curò il restauro di varie strutture, tra cui il Palazzo della Prepositura, che aveva accolto molti prelati illustri, durante il Concilio, e in precedenza, anche lui come preposto, lo stesso Enea Silvio, poi Pio II.La cattedrale di San Vigilio, Duomo di Trento, in un dipinto d'epoca Personaggio colto e raffinato, viene ricordato come proprietario della raccolta d'arte[45] più prestigiosa mai sorta in territorio trentino[46], parte della quale è conservata nella Pinacoteca di Siena. Fu il procuratore dei vari vescovi che si succedettero nel principato vescovile di Trento. Dotato di una perizia diplomatica non comune, fu ago della bilancia nelle frequenti controversie che avvenivano tra i potenti signori feudali del territorio. Territorio che fra l'altro stava molto a cuore dell'imperatore Ferdinando III d'Asburgo. Tali uffici e i molti altri svolti, durante il suo lungo mandato, gli valsero, nel 1648, la nomina a conte del S.R.I., titolo che fu esteso ai suoi fratelli e a tutti i componenti maschi della famiglia.
Fu anche il procuratore del cardinale Ernesto Adalberto d'Harrach, il quale durante il suo breve mandato fu quasi sempre impegnato in altre sedi. Per questo motivo Liduino ebbe un ruolo importante[47] ed esclusivo nell'organizzare l'accoglienza ed il successivo viaggio verso Vienna, della Principessa Margherita, figlia di Filippo IV di Spagna, e promessa sposa dell'imperatore Leopoldo I. Circostanza questa che gli permise di acquisire visibilità nei confronti della futura imperatrice.
Viene ricordato con un busto marmoreo, lo stemma gentilizio e diverse epigrafi, inseriti sulla facciata del Palazzo della Prepositura. Il suo sarcofago è custodito nella cattedrale.
- Antonio (1667 ca. - † ?), nipote (ex frate) di Liduino e figlio di Francesco, anch'egli prelato, fu preposto della Cattedrale di Taranto. Seguì lo zio nel principato vescovile di Trento, dove presidiò il territorio, occupandosi del risanamento di diversi luoghi. In particolare fu a capo dell'antico priorato di Sant'Egidio o di Ospedaletto, di cui curò il profondo restauro, così lontano dalla sua patria senese[48].Stemma Piccolomini sulla canonica di Sant'Egidio e i pochi resti di un affresco dell'Annunciazione. Ospedaletto

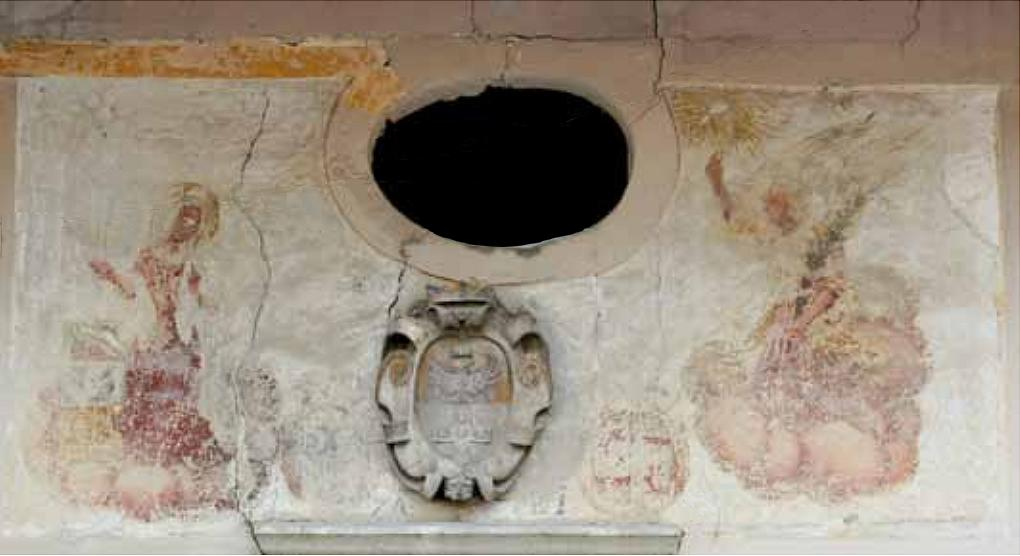
Stemma Piccolomini sulla canonica di Sant'Egidio e i pochi resti di un affresco dell'Annunciazione. Ospedaletto

- Enea (1643 - † 1689), nipote (ex fratre) di Liduino e figlio di Francesco. Stabilitosi a Vienna in giovane età divenne militare di professione e nel contempo uomo di fiducia dell'Imperatore, ricoprendo la carica di Cavaliere delle Chiavi d'Oro e Ciambellano. Ebbe un ruolo importante nella battaglia di Mohács del 1687, ove, come tenente generale e al comando di alcuni reggimenti, riuscì al impedire l'accerchiamento dell'ala sinistra dell'esercito imperiale, da parte della potente cavalleria turca Spahi. Successivamente nella campagna dei Balcani, contro gli Ottomani, guidò un esercito che si spinse fino in Macedonia. Alcune fonti, gli attribuiscono l'incendio che distrusse Skopje, nel 1689, che egli avrebbe ordinato per contrastare l'epidemia di colera, esplosa nel capoluogo macedone.
Mentre conduceva le trattative per ripristinare l'autorità del patriarca Arsenije III Čarnojević, fu colpito dalla malattia e in breve tempo morì[49].
- Francesco Maria (1695 - † ?) di Niccolò fu l'ultimo vescovo di Pienza, allorché questa diocesi nel 1772 fu unita a quella di Chiusi.
- Enea (1703 - † ?) di Niccolò, al servizio dell'imperatore, divenne generale imperiale. Morì in battaglia in Transilvania.

I Piccolomini di Modanella si estinsero con due femmine entrambe con il nome di Caterina.
- Caterina (1750 - † ?) di Antonio si unì in matrimonio con il barone Giuseppe Spannocchi nel 1774, che entrò a far parte della consorteria, con partizione dello stemma gentilizio, l'acquisizione del titolo comitale e l'anteposizione, al proprio, del cognome Piccolomini. I Piccolomini Spannocchi si estinsero nel XIX secolo.
- Caterina (1760 - † 1803) di Muzio si unì in matrimonio con Flavio Naldi, nella seconda metà del settecento. Il nonno di Flavio era un Piccolomini Salamoneschi, ma rinunciò al cognome, assumendo quello di Barbara Naldi, sua moglie, inquartandone anche lo stemma. Due generazioni dopo, Flavio, sposando Caterina di Modanella, ottenne il rientro nella consorteria, e aggiunse a quello dei Naldi, il cognome Piccolomini.

### Ramo di Rustichino
Il ramo di Rustichino, a differenza di quello di Bartolomeo, si distingue per aver prodotto diverse ramificazioni, ricche di grandi personaggi che hanno reso illustre il nome dei Piccolomini, al di fuori della patria senese, Oltre i noti pontefici, si annoverano prelati di alto rango, uomini d'arme al servizio dell'Impero e del Papato, oltre uomini di scienze, di lettere e d'arte.
Tra i figli di Rustichino, Ranieri fu console nella nascente Repubblica nel 1228.
Il ramo di Rustichino è il principale dell’albero genealogico del 1683 presente nell’Archivio di Stato di Siena. Le figure dei due Ranieri e di Gabriello nel corso del XIII secolo hanno assunto un livello di primaria importanza tanto da incidere nel corso della storia. La svolta guelfa della città-stato di Siena è stata guidata da Gabriello e da Ranieri che hanno coinvolte altre tredici primarie famiglie senesi con l’esilio volontario ad Orvieto del 1263. Si trova solo il cognome Rustichini (non Piccolomini) nella Bolla di papa Urbano IV che escludeva le 14 famiglie dalla scomunica inflitta alla Siena ghibellina. Papa Clemente IV cita solo i Rustichini (Gabriello e Ranieri) nel 1267 presenti a Viterbo.
Il cognome Rustichini fu tramandato fino agli anni della peste nera del 1348. Staccandosi dal ceppo originale dei Piccolomini. Solo la costituzione della consorteria avvenuta con papa Pio II ha reinserito il cognome nell’alveo dei Piccolomini come Piccolomini-Rustichini. I Rustichini continuano ad avere un proprio autonomo ambito familiare
- Ranieri (1180 ca. - † ?), compare nel 1207 come Camerlengo del Comune di Siena. Nel 1213 partecipò all'atto di pacificazione tra la Repubblica e i conti dell'Ardenghesca[51], dai quali, in seguito, la famiglia avrebbe acquisito diverse proprietà, tra cui il castello di Sticciano, che era stato il centro del piccolo, ma potente regno maremmano di quei feudatari. Ebbe diversi figli, dei quali, Rustichino continuò la linea primogenita, mentre da Rinaldo si distaccò la linea dei Piccolomini della Torre a Castello
- Rustichino, detto Metita, della cui discendenza si approfondirà in seguito, fu al governo della Repubblica. Nel 1251 curò l'arbitrato tra i Conti di Santa Fiora e Grosseto. Nel 1254 presenzia all'atto di pace tra Siena, Firenze, Orvieto, Montepulciano, Conte Guglielmo di Maremma e Pepo della Rocca Tederighi[52]. Ebbe numerosi figli, tra cui il più importante da ricordare è indubbiamente Tommaso, non tanto per le opere compiute in vita, ma per il fatto che diede origine al Ramo di Pio II e delle Papesse

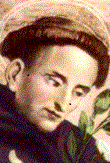
Beato Gioacchino

- Gioacchino (1258 - † 1305).Beato Gioacchino Conosciuto anche come Giovacchino, al battesimo era iscritto come Chiaramonte. Risulterebbe figlio di Rustichino, ma, tra i suoi biografi, c'è disaccordo. Viene attribuito alla famiglia Pelacane e, dopo l'estinzione di quest'ultima, a quella dei Piccolomini[53]. Entrò nell'Ordine dei Servi di Maria, non ancora adolescente, all'età di 14 anni, con speciale dispensa. La leggenda vuole, che per liberare un infermo dall'epilessia, abbia chiesto al signore di trasferire su sé stesso quest'infermità. Esaudito, nella sofferenza e nella pazienza, portò, nella vita, questo male. Dopo la sua morte, avvenuta nel 1305, si sono susseguiti numerosi miracoli a lui attribuiti. Quattordici, come vuole la tradizione. Ad otto anni dalla sua morte la sua fama di taumaturgo, si espande in tutta la Toscana e varca gli Appennini per approdare in Romagna e nel Nord Italia. Paolo V autorizzò il 21 marzo 1609 l'iscrizione di Gioacchino come beato nel Martirologio Romano[53].

- Ranieri (1238 ca. - † ?). Figlio anch'egli di Rustichino, durante i conflitti tra Guelfi e Ghibellini, si oppose alla città, a capo di un gruppo di fuoriusciti. Nel 1260 decise di sottomettersi a Siena, cominciando a partecipare alla attività di governo della Repubblica. Nel 1259 diventa podestà di Montepulciano. Anche suo fratello, Arrigo si oppose strenuamente ai ghibellini, ma anche lui nel 1280 finì per capitolare[51].
- Mocata (1295 ca. - † ?). Figlio di Gabriello di Ranieri, presenziò[51] alla stipula della convenzione che affidava la signoria di Siena per cinque anni al duca di Calabria Carlo d'Angiò[54]. Con i figli di Mocata e dei suoi fratelli, il patrimonio della famiglia si incrementò notevolmente, ma la sua discendenza si estinse alla fine XIV secolo[51].
- Gabriello di Rustichino di Ranieri, insieme ai suoi figli, Carlo, Neri, Gualtieri e Tato, accumulò una ragguardevole ricchezza. La famiglia, alla fine del XIII secolo, aveva diversi possedimenti a Rapolano, Casole, Santa Regina, Asciano, Armaiolo, Follonica, Fornicchiaia, Rencine, S. Mamiliano, Radi, Capraia, San Viene, Arbiola e Valdimontone.
- Carlo di Gabriello diede inizio alla linea che si distinse dalle altre per l'aggiunta patronimica del suo nome di battesimo: i Carli Piccolomini. Ebbe diversi figli, tra i quali vanno ricordati, Biagio, Francesco e Bandino.

#### Piccolomini della Torre a Castello
Questa linea discendeva direttamente da Ranieri di Rustichino e si estinse nel XIX secolo. Non mancò di produrre insigni personaggi.
- Rinaldo (1205 ca. - † ?) di Ranieri, aveva dei possedimenti vicino ad Asciano ed un castello nella località Torre a castello, dalla quale prese il nome la sua prosapia[55].
- Enea (1235 ca. - † ?). Figlio di Rinaldo, dimostrò grandi capacità, sia in campo militare che diplomatico. Di parte guelfa, fu ambasciatore sia presso il papa Gregorio X (1271), che presso l'imperatore Rodolfo I d'Asburgo (1272). Partecipò all'arbitrato che porto la pace con i Salimbeni e fu partecipe degli atti che conclusero la pace tra guelfi e ghibellini. I suoi discendenti, nel corso dei secoli successivi, parteciparono attivamente alla vita della Repubblica.
Questa linea, prima della sua estinzione, diede i natali ad alcuni personaggi notabili e di rilevanza storica:
- Archangelo o Arcangelo Piccolomini (Siena 1525 - † Roma 1586). Nativo di Siena, divenne cittadino di Ferrara per privilegio[56]. Compì i suoi studi, nel campo della medicina e della filosofia a Ferrara ed è stato ritenuto uno dei più valenti scienziati anatomici del XVI secolo[da chi?].Archangelo Piccolomini

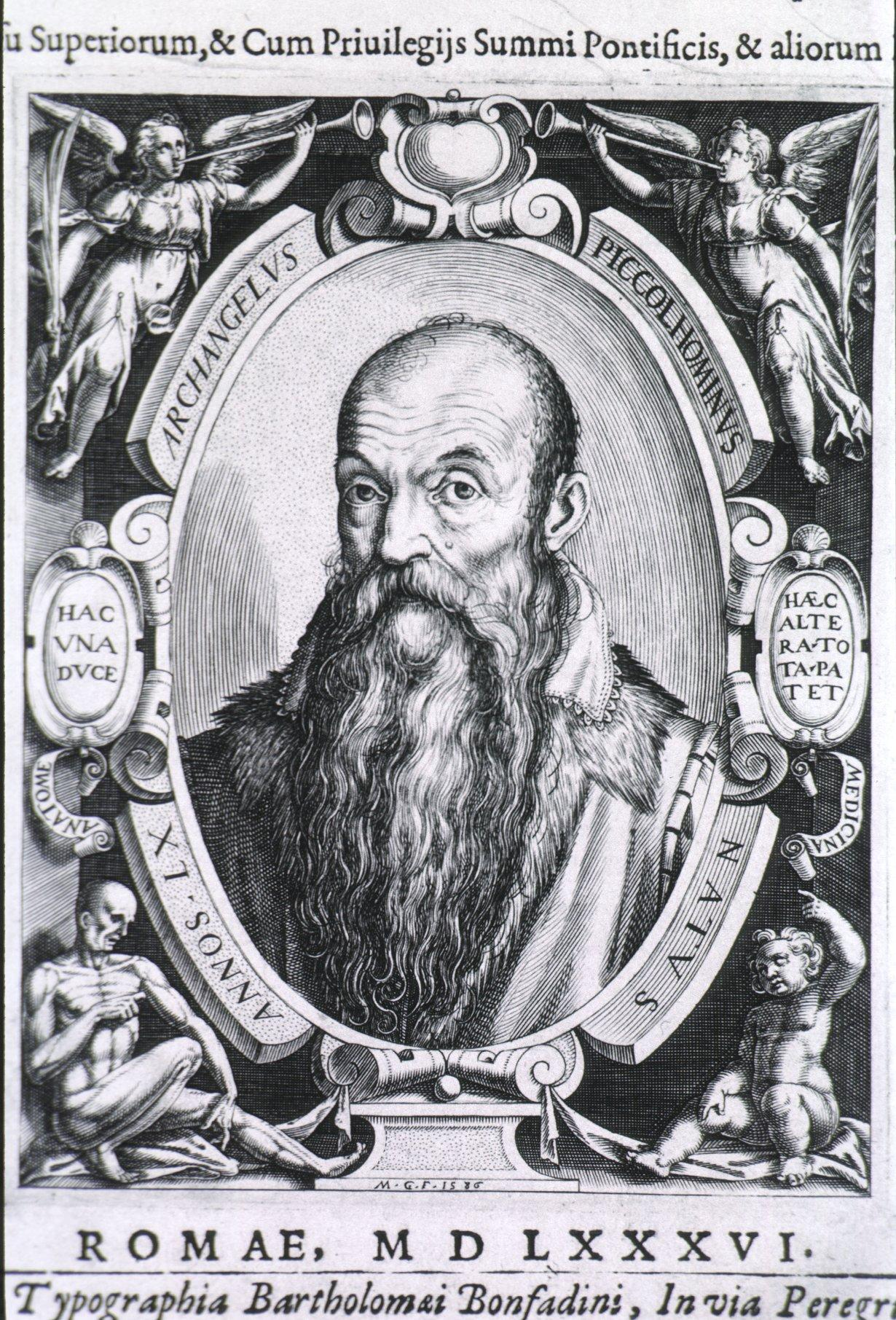
Archangelo Piccolomini

In giovane età, nel 1550, si recò in Francia ove ebbe presso l'Accademia di Bordeaux, la cattedra di filosofia. Nel 1556 compilò, dedicandolo al vescovo di Ceneda, Michele della Torre e nunzio apostolico a Parigi, un ampio commentario del trattato di Galeno De Humoribus. Libro, a quei tempi molto raro, di cui aveva curato personalmente la traduzione dal greco al latino.

Nel 1557 rientrò in Italia, ove, preceduto dalla sua fama, fu chiamato a Roma dal papa Paolo IV, che lo nominò Archiatra Pontificio. Carica che mantenne anche sotto i successivi papi Pio IV e Gregorio XIII. Nel periodo romano, ottenne la cattedra di medicina e anatomia allo Studio della Sapienza. Nel 1586 pubblicò il trattato di anatomia Anatomicae praelectiones explicantes mirificam corporis humani fabricam, che dedicò a papa Sisto V, che si era appena insediato. Lo stesso anno morì e fu sepolto nella chiesa di Santa Maria della Minerva.
Da un punto di vista scientifico, descrisse dettagliatamente il pannicolo adiposo, il diaframma e i muscoli addominali, isolò e descrisse i nervi cerebrali, ponendo una netta distinzione tra materia grigia e tessuto midollare.

Enea Silvio Piccolomini 1709 -1768

Questo personaggio, anche se non ci sono, attualmente, riscontri genealogici certi, dovrebbe trovare collocazione in questa linea genealogica, dove, a differenza delle altre, il nome Arcangelo ricorre più volte.
- Tommaso (1708 - † ?). Gestì il difficile periodo di transizione, tra i Medici ed i Lorena. Fu inserito da Francesco Stefano nel "Conseil intime pour les affaires de Toscane", a Vienna, dove curò gli interessi dei ceti di governo locali nel processo di amalgama tra la classe dirigente viennese e quella toscana[58]. Rientrato in patria divenne ministro degli esteri del granducato fino al 1785[59].
- Enea Silvio (Siena 1709 - † 1768. In età giovanile scrisse commedie e poemi che ebbero una certa fortuna letteraria[51]. In seguito fu chiamato al sacerdozio. Divenne canonico della Chiesa di Santa Maria di Provenzano ed in questo periodo approfondì gli studi, acquisendo il dottorato in filosofia ed in teologia. Nel 1729 si trasferì a Roma, dove, favorito da amicizie importanti, divenne famigliare di Papa Clemente XII, il quale, nel dicembre 1730, lo nominò ciambellano pontificio d'onore e fu introdotto anche nella corte imperiale di Carlo VI d'Asburgo[51] dove come ablegato apostolico portò l'investitura cardinalizia a Girolamo Grimaldi[60]. Successivamente ricevette diversi incarichi dai pontefici, fino a quando Papa Clemente XIII lo elevò al rango cardinalizio nel 1761. Fu nominato legato in Romagna, dove, a Rimini, morì nel 1768.

#### Ramo di Pio II e delle Papesse
Questa linea discende direttamente da Rustichino, tramite altro Rustichino di Ranieri. Dotata di grandi mezzi, finanziò il comune di Siena in diverse occasioni, divenendone largamente creditrice. Tolomeo insieme ai cugini Ranieri di Rinaldo e Bartolomeo di Guglielmo Salamoneschi, viene ricordato nel 1258, come creditore di Corrado d'Hochstadt, Arcivescovo di Colonia, per l'importante cifra di 4600 marche sterlinghe, destinate, probabilmente, ai lavori della Cattedrale di Colonia dei Santi Pietro e Maria. I suoi figli Gabriello e Corrado, a cavallo del XIII e XIV secolo, si impegnarono a consolidare il loro patrimonio fondiario e immobiliare, nella zona di Corsignano. Da Corrado, dopo tre generazioni, discende Silvio che nel 1405 sposa Vittoria Forteguerri. Da questo matrimonio nacque Enea Silvio, divenuto poi papa Pio II.
 Pio II 210º papa della Chiesa cattolica (1458 - 1464) 

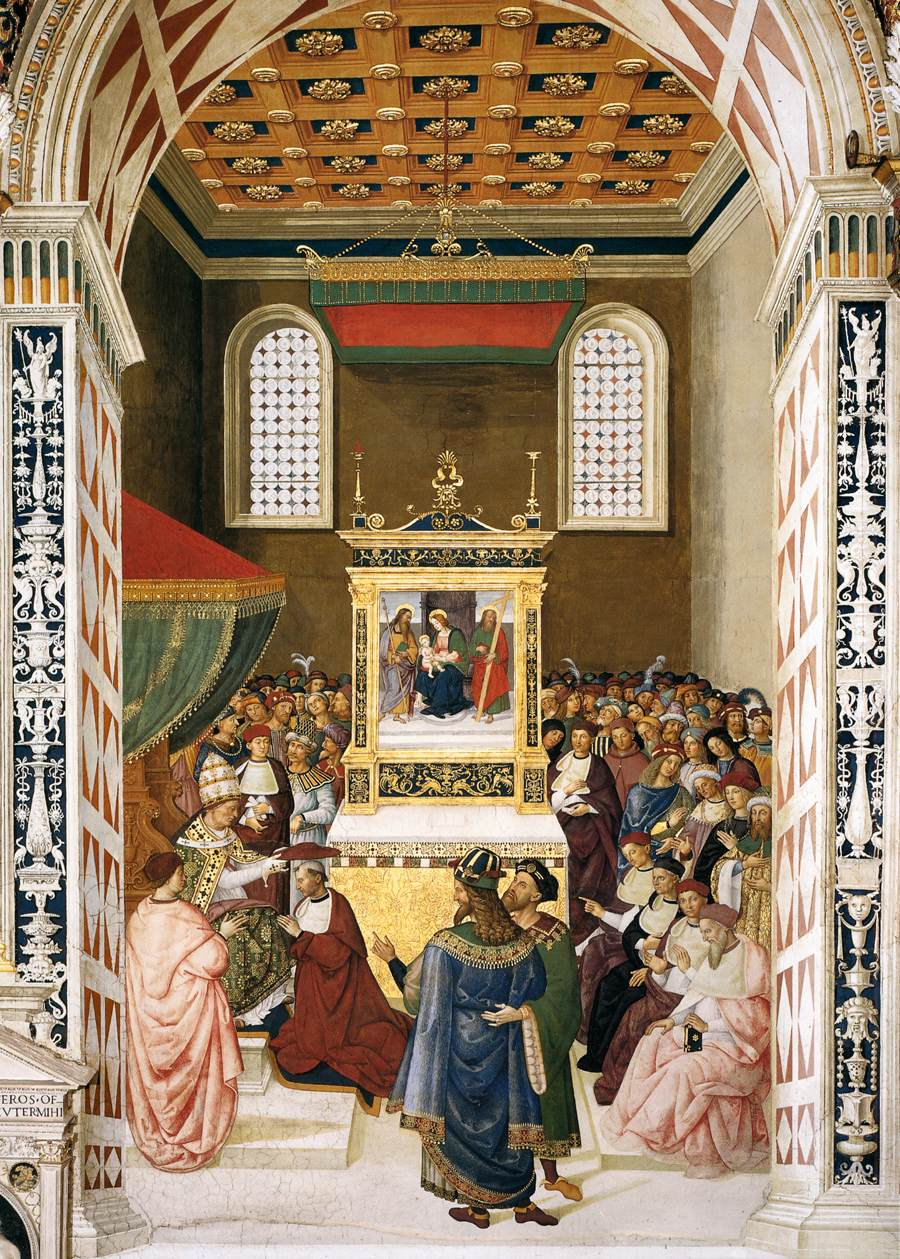
Callisto III eleva Enea Silvio Piccolomini a cardinale

- Enea Silvio (Corsignano 1405 - Ancona 1464). Fu il maggiore di 18 fratelli. Iniziato agli studi di giurisprudenza per volere del padre, fin da giovanissimo fu attratto dagli studi umanistici e dal ridondante fascino di Filelfo e di altri umanisti del tempo.Enea Silvio Piccolomini parte per il Concilio di BasileaCallisto III eleva Enea Silvio Piccolomini a cardinale Di grande livello fu la sua cultura nelle lettere latine e greche. Compose poesie in latino e in volgare[62].
Come laico, sin dall'età giovanile, divenne segretario di diversi alti prelati. Nella disputa scaturita durante il concilio di Basilea, tra numerosi padri conciliari e il papa Martino V prima, e il suo successore Eugenio IV dopo, si schierò, apertamente, contro quest'ultimo[63]. Tenne nel 1439 la cura esterna del conclave che elesse l'antipapa Felice V (al secolo Amedeo VIII di Savoia), di cui divenne segretario. Al servizio di Bartolomeo Visconti, vescovo di Novara, tentò lo stesso anno, di favorire l'arresto di papa Eugenio IV, che era esule a Firenze, ma scoperto, prese la via dell'esilio[63].
Al seguito del cardinale Niccolò Albergati, si rifugiò in Borgogna e per conto dello stesso, si recò in Scozia, per poi tornare a Basilea, dove, come scrittore e resocontista del concilio, continuò la sua lotta antipapale. In questo periodo ottenne, per le sue capacità, importante visibilità, ribadita dalla pubblicazione di un Libellus[64], in cui difese con ardore e determinazione (1440), l'autorità e la supremazia del concilio nei confronti del papa.
Nel 1442 accadde un episodio importante nella sua vita: inviato alla dieta di Francoforte sul Meno, fu onorato con la corona di poeta, dall'imperatore Federico III, che, in particolare, lo assunse come segretario della cancelleria imperiale. Negli uffici di corte, iniziò un nuovo percorso, che mutò profondamente il suo atteggiamento sulla questione conciliare. Questo nuovo corso lo portò a preferire allo scontro diretto, la via diplomatica e della composizione[62]. Fu inviato nel 1445 ambasciatore a Roma, dove ritrattò con convinzione tutte le teorie sostenute in passato, ottenendo l'assoluzione ed il perdono di Eugenio IV[62]. L'anno successivo, nel marzo del 1446, decise di abbandonare la vita laica e preso da autentico fervore religioso, fu ordinato diacono, poi presbitero per andare, come canonico, nel duomo di Trento.

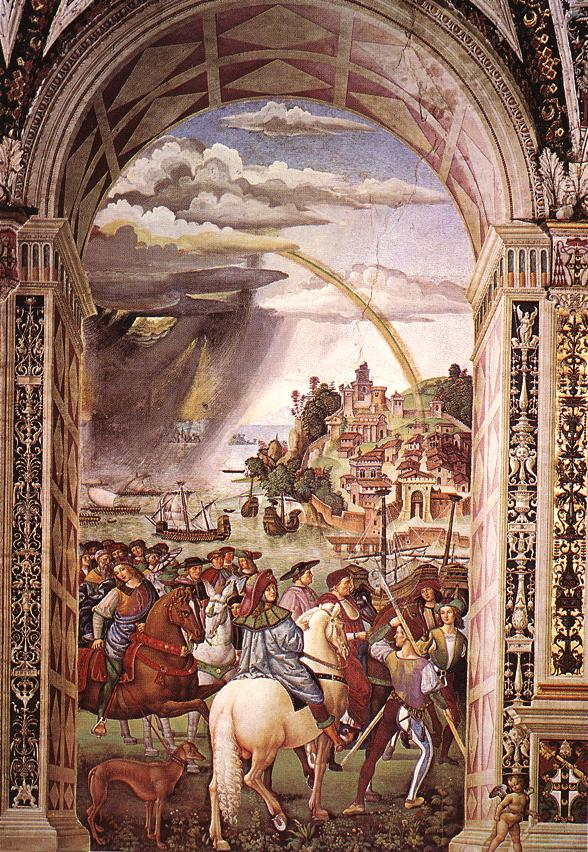
Enea Silvio Piccolomini parte per il Concilio di Basilea

Nel 1453, grazie ai numerosi servigi diplomatici resi, ottenne dall'imperatore Federico il titolo di conte palatino, esteso a tutti i componenti maschi della famiglia, nonché il privilegio di inserire nello stemma gentilizio il capo dell'impero.
Nella sua attività di pontefice, non dimenticò mai la sua famiglia, che volle mantenere potente ed unita, istituendo l'accennata Consorteria. Non nascose mai il suo atteggiamento nepotistico, combinando prima il matrimonio del nipote Antonio con una figlia naturale di re Ferrante d'Aragona, dando poi la porpora cardinalizia al nipote Francesco (futuro papa Pio III). Distribuì, poi, vasti feudi agli altri figli della sorella Laudomia, sposa di Nanni Todeschini Piccolomini. Gli episodi, descritti, indicano solo gli esempi più eclatanti.
Va inoltre ricordato il suo amore per l'arte. A Siena fece costruire le logge dette del papa, il grande Palazzo delle Papesse e diede inizio alla costruzione del palazzo Piccolomini. Trasformò, sotto la guida del Rossellino la sua nativa Corsignano, in quello che sarebbe diventato un gioiello del fiorente Rinascimento italiano: Pienza. 
Dalle due sorelle di Pio II, che, per effetto dei vincoli consortili, portarono, ai rispettivi mariti, il cognome Piccolomini, nacquero due ramificazioni importanti, volgarmente dette delle Papesse. Qualificazione onorifica, assegnata alle sorelle, dallo stesso pontefice. Il predicato delle Papesse, in effetti non fu mai ufficialmente usato, anche se i senesi, solevano attribuirlo ai Piccolomini Pieri, signori di Sticciano, discendenti di Caterina, che avevano assunto come dimora il palazzo dedicato alle due sorelle del papa.
I rami delle Papesse sono ricordati rispettivamente come:
Piccolomini Todeschini, dai quali scaturirono i Piccolomini Todeschini, signori del Giglio e di Castiglione della Pescaia, papa Pio III, i Piccolomini d'Aragona e i Piccolomini di Castiglia e d'Aragona.

Piccolomini Pieri, Signori di Sticciano.
Entrambi questi due rami, con i loro prelati, uomini d'arme e di governo, costituirono la parte più nobilitante della famiglia.

#### Carli Piccolomini
Questa linea nasce da Carlo, di Gabriello di Rustichino e si divise subito agli inizi del XIII secolo in tre ramificazioni.
1. Biagio, da cui scaturì il ramo, che prese il nome di Piccolomini del Mandolo detti anche Piccolomini Mandoli.
2. Bandino, da cui nacque una larga progenie, le cui diramazioni si estinsero nel XIX secolo.
3. Francesco, da cui continuò il ramo primogenito dei Carli Piccolomini, dopo l'estinzione di quello di Bandino.

##### Ramo di Biagio - Piccolomini del Mandolo
Come accennato, Biagio, figlio di Carlo diede inizio a questo ramo, i cui componenti, pur non essendo noti per rilevanza storica, sono stati molto presenti nelle cronache senesi, per il loro alto livello sociale e culturale. Inoltre questa genealogia conta un numero considerevole di vescovi e arcivescovi.

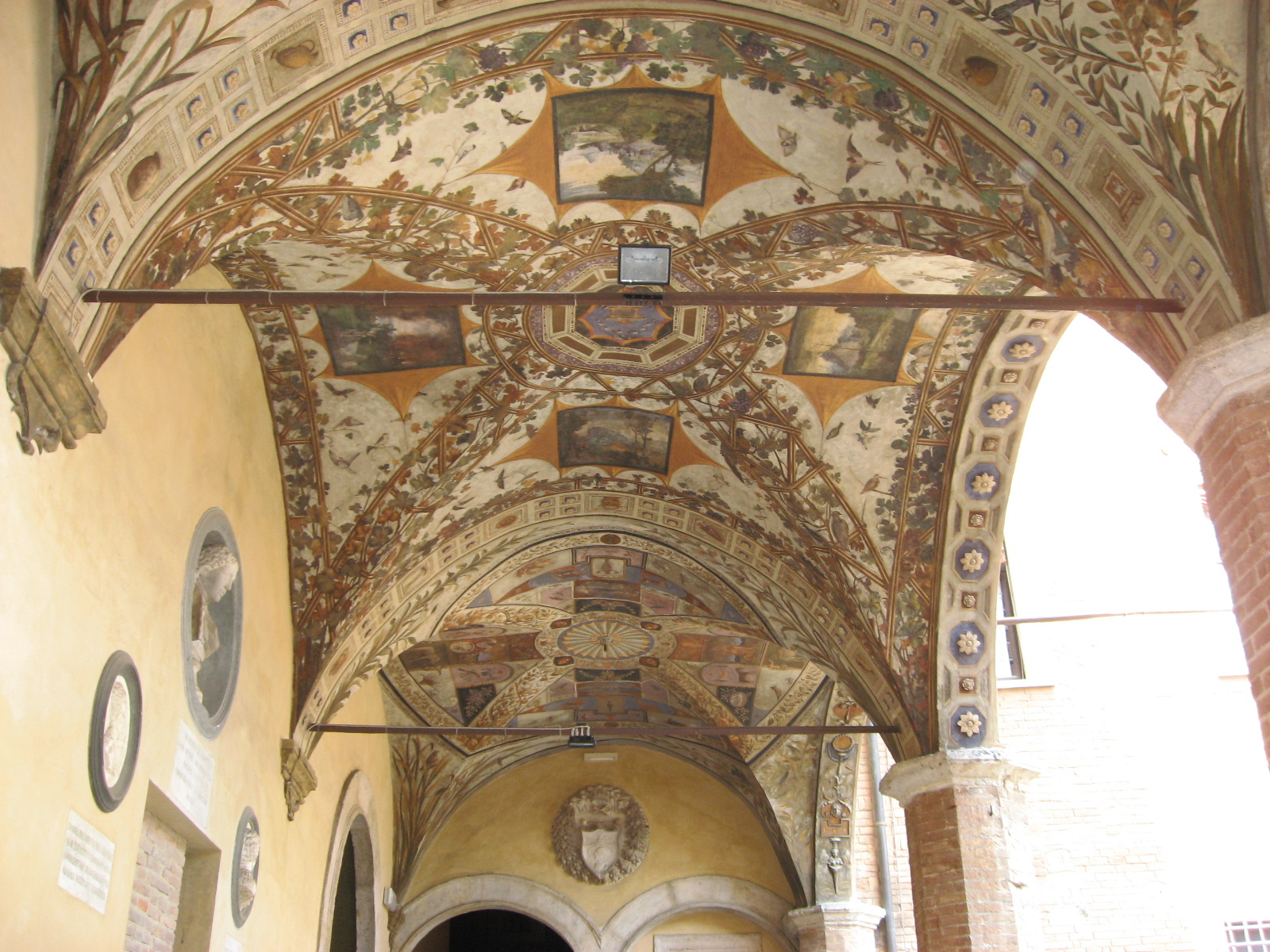
Decorazioni. Loggiato Palazzo Piccolomini del Mandolo

Furono da sempre dotati di grandi mezzi e nei primi anni del XVI secolo acquistarono l'importante Palazzo Marescotti, uno dei più prestigiosi di Siena, situato nei pressi di Piazza del Campo. A loro si deve la committenza delle decorazioni pittoriche in stile raffaelliano, presenti nel loggiato esterno ed anche il fregio istoriato rappresentante storie di Pio II, nonché altri diversi affreschi che si trovano distribuiti in numerose stanze. Diedero all'austero palazzo medievale, l'assetto rinascimentale che ancora si conserva.

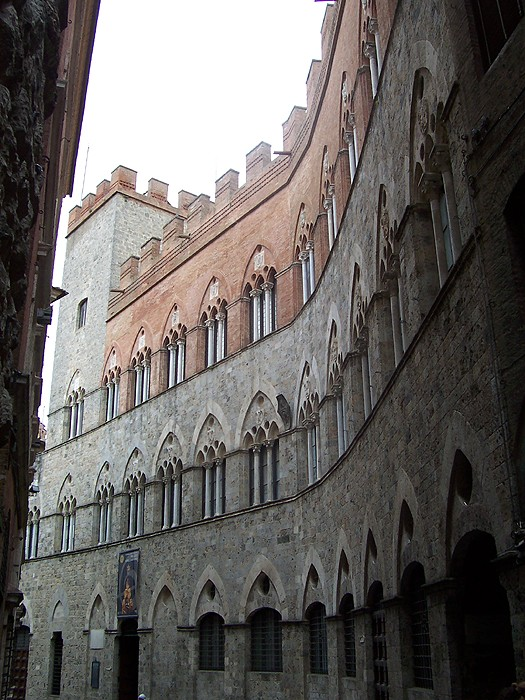
Palazzo Piccolomini del Mandolo

- Niccolò (1400 ca. - † 1467). Inizialmente canonico senese, fu chiamato alla corte pontificia da Pio II. Nel 1461 fu eletto accolito pontificio, divenendo cameriere segreto. Nel 1462 ottenne il suddiaconato e fu familiare e commensale del papa[68]. Il 3 agosto 1464 divenne arcivescovo di Benevento.Palazzo Piccolomini del Mandolo Su di lui scrisse un panegirico il Papiense (cardinale Giacomo Ammannati Piccolomini)[68]. Deve la sua notorietà a una bolla pontificia, con la quale Paolo II vietò l'uso del triregno e del camauro, che egli portava illecitamente, secondo l'uso consolidato dell'arcidiocesi. Nella stessa bolla fu altresì negato l'uso di far precedere, nelle visite pastorali nella diocesi, la Santissima Eucaristia[69].
Nel 1451 l'Arcivescovo si recò nella diocesi di Montalcino dove consacrò la chiesa del Convento dell'Osservanza. Nel 1467 fu qui sepolto nel sepolcro scolpito dal Vecchietta[70].
- Niccolò (1439 - † ?) Decano della Sacra Rota. Nominato da papa Clemente VII.
- Girolamo I (1465 ca. - † 1520). Nel 1498 fu eletto vescovo di Pienza e Montalcino. Non fu molto presente nella diocesi. Nel 1510 lasciò l'incarico a un altro componente della famiglia.
- Girolamo (1494 ca. - † 1550). Uno degli uomini politici e di governo più influenti di quel tempo. Fu strettamente legato ad Alfonso duca d'Amalfi, durante il governatorato di quest'ultimo a Siena. Fu dotto in filosofia e in letteratura. Accademico intronato con lo pseudonimo di L'Astratto,[71]. Viene citato da Alessandro Piccolomini nell'Institutione come esempio di magnificenza filosofica e culturale[72]. Fra le sue opere viene ricordato il Dialogo sulla quistione se sia meglio amare o essere amato[73]. I suoi impegni di governo, nella delicata fase politica della Repubblica, non gli permisero di coltivare questa sua vocazione letteraria e filosofica. Durante una missione diplomatica a Roma presso Giulio III, atta a scongiurare l'aggressiva prepotenza di Carlo V, di fronte all'esito negativo dell'intervento, morì per un malore[72].
- Francesco (1572 ca. - † 1622) Fu vescovo di Grosseto dal 1611 al 1622.
- Alessandro II (1607 ca. - † 1661). Fu vescovo di Chiusi dal 1657 al 1661.

Questo ramo della famiglia si estinse alla fine del XVII secolo, quando un altro Girolamo prese in moglie Giuditta Amerighi, che gli diede una numerosa progenie, della quale, però, solo due figlie si sposarono, Agnese Rosa che andò in sposa a Vicenzo Frosini e Caterina che andò in sposa a Giuseppe di Pandolfo Pannellini (Pannilini), mentre i sei figli maschi morirono, senza discendenza. Nel 1770 il prestigioso palazzo di famiglia, passò ai Saracini e nel 1877 Alessandro Saracini lo destinò, per testamento, al nipote Fabio Chigi Saracini che lo destinò a sua volta al nipote Guido Chigi Saracini che lo conferì, nel 1932, alla Fondazione dell'Accademia Chigiana per la Musica.

##### Ramo di Bandino - Prima linea dei Carli Piccolomini
Questa linea è stata quella primogenita di Rustichino. Assunse il cognome patronimico di Carli Piccolomini dal padre di Bandino, Carlo.
- Bandino (1285 ca. - † ?) ebbe due figli Carlo ed Angelo, dai quali scaturirono due linee che si estinsero rispettivamente nel XVIII e XIX secolo, che, tuttavia, produssero numerosi prelati e personaggi notabili.

Da Carlo di Bandino discesero:
- Girolamo II (1470 ca. - † 1535) Eletto vescovo di Pienza e Montalcino, fu il primo nella diocesi a fregiarsi del titolo di abate di Sant'Antimo. Ebbe molti incarichi pontifici. Partecipò al Concilio Lateranense V. La repubblica non mancò, nonostante i suoi impegni ecclesiastici, di affidargli incarichi politici e diplomatici. Fu governatore di Orvieto[76]. Durante il suo episcopato divise le due diocesi che amministrava, affidando quella di Pienza al fratello Alessandro.
- Alessandro (1510 ca. - † 1563) Senese, fratello del predecessore Girolamo e già vescovo di Pienza, alla morte di questi divenne vescovo anche di Montalcino, riunendo le due diocesi momentaneamente separate. Partecipò al Concilio di Trento. Nel 1554 rinunciò al governo delle diocesi[77].
- Francesco Maria (1515 ca. - † 1599) Vescovo di Pienza e Montalcino, nel 1554 subentrò al fratello Alessandro nel governo della diocesi. Fu l'ultimo Piccolomini ad amministrare Montalcino, dove rimase, durante il suo lungo episcopato. Partecipò al Concilio di Trento. Nel 1561 fu chiamato a Roma per la consacrazione della chiesa di Santo Spirito,[78]. Nel Museo d'arte sacra della diocesi di Grosseto esiste una sua immagine ritratta nel dipinto di Alessandro Casolani, La Crocifissione con la Madonna, i santi Girolamo, Andrea e Francesco, da lui donato a quella diocesi.
- Francesco di Niccolò (Siena 1522 - † Siena 1604). Da non confondere con altro Francesco di Lelio, filosofo e generale dei Gesuiti.

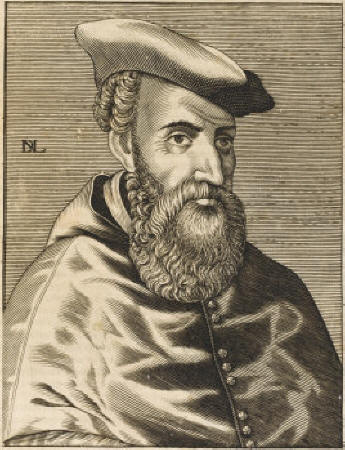
Alessandro Piccolomini

Francesco di Niccolò fu un insigne filosofo aristotelico. Svolse i suoi studi a Padova, discepolo del Zimara. Fu professore di filosofia, presso le università di Siena, Macerata, Perugia, e Padova. Studiò profondamente la filosofia aristotelica, rivendicando, in senso cristiano e spiritualistico, la centralità dell'uomo e del suo universo, opponendosi con determinazione a qualsiasi forzatura filologia e teorica voluta dalle interpretazioni erudite dell'aristotelismo contemporaneo. Accese furono le dispute con altri filosofi del tempo, come, per esempio Zabarella. Le sue numerose opere filosofiche furono pubblicate in quattro volumi, con il titolo di Opera philosophica (1600)[79].Alessandro Piccolomini Nella sala della Facoltà di Lettere e Filosofia dell'Università di Padova, in riconoscimento del suo operato, si conserva un suo ritratto.[80].
- Giovanni Battista (1555 ca. - † 1637) Nipote di Francesco Maria, fu vescovo titolare di Salamina e vescovo ausiliare di Sabina e poi vescovo di Chiusi dal 1633 al 1637[81].

Da Angelo di Bandino discesero:
- Alessandro (1420 ca. - † ?) Laico e maestro di casa del Pontefice Pio II. Fu da questi fatto senatore di Roma nel 1460. Scoprì una congiura condotta da alcune famiglie romane, per estromettere il papa dal soglio pontificio. Assicurò alla giustizia molti cospiratori, alcuni dei quali furono messi a morte. Tornato in patria, nel 1481 si impegnò nell'amministrazione politica e governativa di Siena.[82]
- Alessandro (1508 - † 1578) Insigne personaggio, figlio di Angelo del precedente Alessandro ed accademico intronato, fu professore di filosofia e astronomo, nonché coadiutore dell'arcivescovo Francesco Bandini Piccolomini. Divenne arcivescovo titolare di Patrasso. In età giovanile si dedicò al teatro comico. Ha lasciato diverse opere sia in campo filosofico che letterario. Diversi sono i suoi trattati di astronomia.

##### Ramo di Francesco - Seconda linea dei Carli Piccolomini
Questa linea, secondogenita e poi unica sopravvissuta del ramo di Rustichino, visse, prevalentemente, a Siena ed i suoi componenti, generati da Francesco (1300 ca. - † ?) si dedicarono alla vita politica della Repubblica, dove furono presenti, con diversi Capitani del Popolo, consiglieri e provveditori. Sono presenti, anche, due cavalieri di Santo Stefano e un cavaliere di Malta, nonché artisti ed eruditi.
- Pietro (1418 - † 1484). Aveva predisposto l'acquisto del castello di Ripa d'Orcia, già feudo dei Salimbeni, il cui territorio era compreso tra i fiumi Asso e Orcia, da una parte e le corti di Vignoni e San Quirico, dall'altra. Acquisto che fu poi perfezionato nel 1484 dalla moglie Francesca[83].

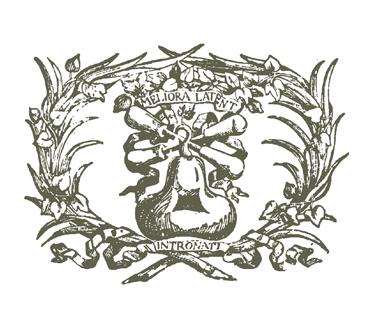
Accademia Senese degli Intronati

- Bartolomeo (1503 - † 1535 o 1538). Coetaneo di un altro grande erudito della famiglia, Alessandro, ebbe un'educazione particolarmente accurata, sotto la guida di maestri notabili di Siena e anche provenienti da altre città. Ne uscì un giovane colto e preparato, in diversi campi accademici, che spaziavano dal latino e greco alla storia, all'astrologia, alla cosmografia e alla matematica.Accademia Senese degli Intronati Non tralasciò neanche musica e pittura[84]. Nella sua breve vita, si impegnò in campo politico, divenendo, consigliere del Capitano del Popolo ed avendo alcuni incarichi diplomatici. Entrò, di prepotenza ed in età giovanile, nell'Accademia degli Intronati, assumendo lo pseudonimo l'Attaccato. L'ambiente dell'accademia gli permise di esprimere le sue convinzioni ed il suo pensiero filosofico. Importante fu il sodalizio con Aonio Paleario e Claudio Tolomei, dei quali fu allievo, divenendo strenuo sostenitore delle loro convinzioni dottrinali. Scrisse diverse opere, non tutte passate alla stampa. In esse emerge convinta e consapevole una strategia volta a promuovere il volgare, in tutte le zone della cultura e vita sociale. Nella sua poliedrica produzione letteraria, diventa paladino di questa esigenza e, al riguardo, si impegna direttamente, come, per esempio, nella traduzione del IV Canto dell'Eneide. Il volgare viene comunque promosso in tutte le sue opere, siano esse, orazioni, trattati, poemi o poesie liriche scanzonate. Come esempio della sua consapevole strategia, si può citare l'orazione religiosa in lode di San Giovanni Battista, che fu la prima, composta in lingua italiana, e non latina, ad essere recitata in Duomo[85].

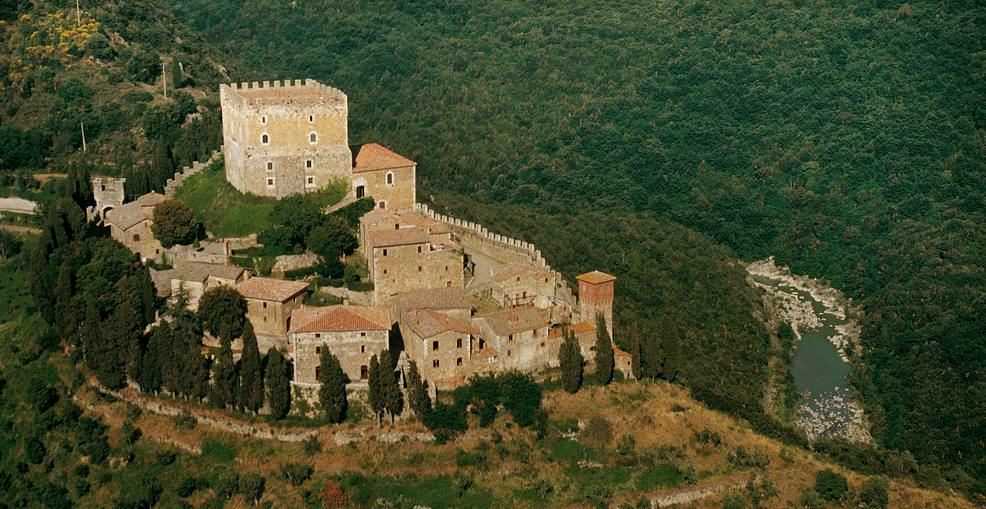
Castello Piccolomini di Ripa d'Orcia

- Bandino (1548 ca. - † ?). Viene ricordato per il suo estro artistico, con il quale si dilettò, a fare piccole sculture, che venivano utilizzate per lo più per decorare presepi. Le più famose, quelle raffiguranti San Bernardino e Santa Caterina, furono donate alla chiesa di Santa Caterina da Siena dell'omonima Arciconfraternita[86] di Roma. Inoltre realizzò numerose statuette per il presepe di quella chiesa, ispirandosi a dame e cavalieri della corte, i quali, nelle visite che effettuavano, vi si potevano riconoscere, provocando curiosità ed ammirazione. Fino al punto, che il cardinale Gonzaga, rimasto ammirato dalla naturalezza, di una statuetta raffigurante un'ostessa, volle acquistarle tutte e portarle alla reggia di Mantova[86]. Delle statue dei santi è rimasta solo quella di Santa Caterina, scampata ai numerosi danni, causati dalle piene del Tevere. È conservata nell'oratorio dell'arciconfraternita, al primo piano dell'edificio annesso. Un altro presepe fu fatto da Bandino per la famiglia Falconi di Piazza Capranica.
- Celio (Siena 1609 – † Siena 1681). Si laureò a Siena in giurisprudenza, subito dopo si recò a Roma accolto dai cugini Celio e Alessandro Bichi, che lo introdussero nella curia. Entrò ben presto nella stima di Urbano VIII, che lo nominò luogotenente dell'Auditore della Camera Apostolica e lo incaricò di alcune missioni diplomatiche specifiche presso la corte francese. Dopo la morte di Innocenzo X, il cugino Alessandro Bichi, divenuto cardinale, lo nominò suo conclavista e quindi poté essere presente nel conclave che elesse nel 1654, il senese Fabio Chigi, al soglio pontificio, con il nome di Alessandro VII. Da questi, fu nominato vescovo di Cesena (della cui diocesi non prese possesso) e, contemporaneamente, nunzio apostolico a Parigi. La sua nunziatura, però non fu fortunata, per i conflitti sorti tra lo Stato Pontificio e la Francia. Dovette sopportare non pochi disagi. Richiamato in patria, nel 1664 ottenne la porpora cardinalizia, con il titolo di San Pietro in Montorio. Fu nominato legato in Romagna e nel 1670, tornò a Siena, come Arcivescovo, e vi rimase fino al 1681, anno della sua morte[87].

###### Piccolomini Clementini
Questa linea genealogica è una derivazione di quella dei Carli Piccolomini, nata per effetto di alcuni importanti istituti patrimoniali che, attraverso vari matrimoni, l'hanno interessata. Istituti giuridici che hanno imposto ai suoi componenti di aggiungere, in occasioni degli intrecci delle diverse eredità, i cognomi Clementini, Febei e Adami. Il cognome che ne è scaturito alla fine è stato quello dei Piccolomini Clementini Adami.
- Emilio (1690 ca. - † ?). Nella prima metà del XVIII secolo, era uno dei discendenti dei Carli Piccolomini e sposò Maddalena Febei. Quest'ultima divenne erede del fedecommesso istituito nella famiglia Clementini, dal conte Francesco di quella famiglia. In virtù di questa eredità, Emilio divenne Patrizio d'Orvieto, con l'obbligo di aggiungere il cognome Clementini e trasferirsi nella cittadina umbra. Con donna Maddalena si estinsero anche i Febei.
Così, in conclusione, i due figli di Emilio, Francesco Maria e Innocenzo, oltre il largo patrimonio della famiglia, si divisero anche quello delle due famiglie dei Febei e dei Clementini, aggiungendo ciascuno i rispettivi cognomi[88].
- Francesco Maria (1736 ca. - † ?). Iniziò la breve linea dei Piccolomini Febei.

1. Giovanni Battista di Francesco Maria, sposò la fermana Cecilia Adami, anche lei ultima della sua famiglia. Quindi, ereditò il patrimonio Adami e i suoi figli cambiarono il loro cognome in Piccolomini Febei Adami[89].
2. Pietro di Giovanni Battista (1810 ca. - † ?) ebbe una figlia, Maria Cristina, che non avendo discendenti, con testamento del 7 settembre 1891 nominò erede universale del patrimonio Febei un ospizio di beneficenza, con lo scopo di provvedere gratuitamente al ricovero, al mantenimento e all'assistenza di persone povere e malate. L'Istituto prese il nome del padre Istituto di beneficenza Pietro Piccolomini Febei, di Orvieto[88].
3. Lorenzo, altro figlio di Giovanni Battista, depositario del patrimonio Adami, non ebbe discendenza e con lui si estinse il ramo dei Piccolomini Febei Adami. Adottò, lasciandolo erede, il nipote Giorgio Piccolomini Clementini, che aggiunse il cognome Adami.

- Innocenzo (1735 ca. - † ?). Continuò la linea dei Piccolomini Clementini, originari, che poi si estinse alla fine del '900.

Nella discendenza di Innocenzo Piccolomini Clementini, sono da ricordare:

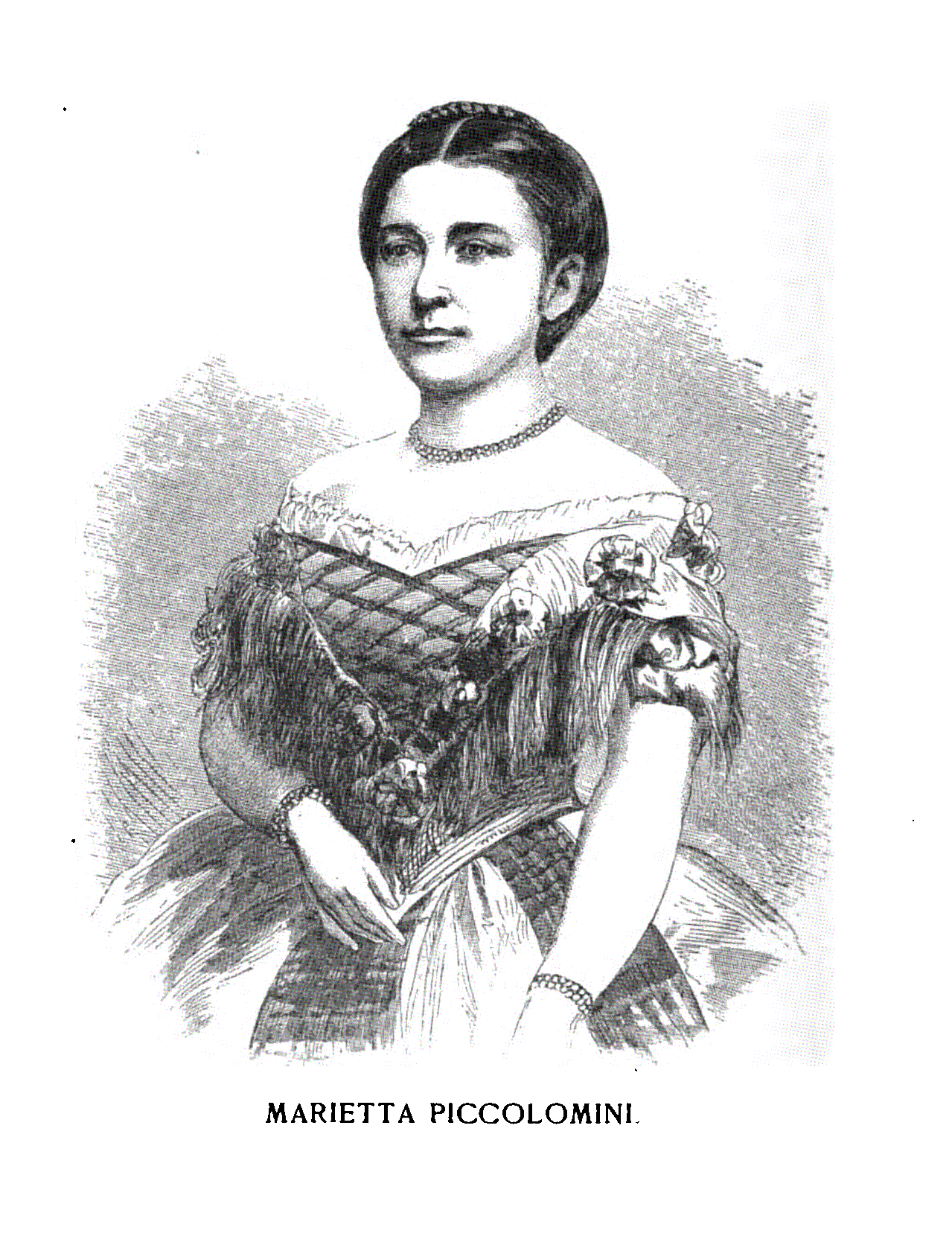
Maria Teresa Piccolomini Clementini, Marietta

- Pietro (1860 ca. - † ?) di Niccolò di Pietro di Innocenzo. Alla fine del XIX secolo, questo componente della famiglia, particolarmente colto e sensibile, nonché appassionato di architettura e belle arti, decise, con ampio dispendio di denaro, di sottoporre a dei lavori conservativi l'antico castello di famiglia di Ripa d'Orcia. Era un castello molto antico, edificato dai Salimbeni, probabilmente nell'XI secolo, anche se le prime notizie emergono nel XII secolo. Pietro si avvalse di valenti professionisti, che ne curarono il restauro[83], sotto la sua personale sovraintendenza. Curò in modo quasi maniacale tutti i particolari. Non solo il mastio con le annesse abitazioni padronali, fu restituito all'antico splendore, ma tutte le abitazioni del borgo fortificato vennero ripristinate nella loro architettura originaria. Per quasi tutto il XX secolo è stato così conservato, con la sua caratteristica museale. Solo negli anni '90, ne è stata cambiata la destinazione, senza che però venisse alterata la sua fisionomia storica e culturale.
- Giorgio (1880 ca. - † ?) di Innocenzo di Carlo di Innocenzo. Discendente ultrogenito dei Piccolomini Clementini, fu adottato da Lorenzo Piccolomini Febei Adami, visto in precedenza. Questo ramo beneficiò del patrimonio Adami, lasciatogli dal padre adottivo Lorenzo. La linea Piccolomini continuò, mutando ancora una volta il cognome, che divenne Piccolomini Clementini Adami[89].

###### Piccolomini della Triana (già Carli Piccolomini)
Questa linea interessa i componenti superstiti dei Carli Piccolomini. Ultimi della loro linea, assunsero il cognome di Piccolomini della Triana, per effetto dell'eredità, lasciata loro, da Nicolò dei Piccolomini della Triana originari.

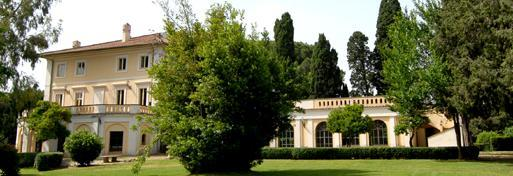
La Casa del Sole. Fondazione Nicolò Piccolomini per l'Accademia d'Arte Drammatica

- Nicolò Piccolomini della Triana (Roma 1913 - † Napoli 1942) Fu l'ultimo nato del ramo dei Piccolomini della Triana (già Carli Piccolomini), ma non l'ultimo in ordine di tempo. Morì, infatti, prima del padre nel 1942. Personaggio poliedrico, ha lasciato dietro di sé, per il suo carattere volitivo e indipendente, un ricordo eroico non privo di romantico fascino. Sua madre, figlia di un ricco costruttore romano del XIX secolo, influenzò molto la sua educazione. Visse fin dall'infanzia in una famiglia divisa: il padre Silvio infatti viveva a Pienza e la madre a Roma. Quindi passava sei mesi nella dimora paterna immerso nella rigida e austera educazione Pientina, consona a quello che doveva diventare il quindicesimo conte e signore della Triana.La Casa del Sole. Fondazione Nicolò Piccolomini per l'Accademia d'Arte Drammatica Gli altri sei mesi li passava con la madre, moderna e scanzonata con la sua new system education. Dal 1916 Nicolò passa sempre più tempo a Roma; trascorre le sue giornate tra il Pincio, Villa Borghese e il Palatino, e i monumenti antichi della capitale. Dopo la separazione definitiva dei genitori, si trasferisce definitivamente nella Casa del Sole che la madre possedeva, nei vasti possedimenti vicino alla Città del Vaticano. Da lei attinse quello spirito libero che lo avrebbe accompagnato nel corso della sua breve vita. Da bambino, effettuò numerosi viaggi, che gli consentirono di imparare fluentemente inglese, francese e tedesco. Dopo la morte dell'adorata madre, avvenuta nel 1932, completò i suoi studi e, finito il liceo, volle iscriversi alla Regia Accademia d'Arte Drammatica diretta da Silvio D'Amico, contro il fermo diniego del padre. Ma in questa sua avventura ebbe l'appoggio dell'illustre amico di famiglia Guido Chigi-Saracini. Nello stesso periodo prende il brevetto di pilota. Fonda, con l'amico Alessandro Brissoni, la compagnia teatrale Il Carro dell'Orsa Minore. Si cimentò come attore, produttore e regista, ottenendo un buon successo sia di pubblico che di critica. Questa però fu una breve stagione. Chiamato alle armi, non volle stare dietro una scrivania, come avrebbe potuto. Nell'inverno del 1942, l'aereo sul quale volava poco dopo il decollo esplose nel cielo di Napoli, per cause mai accertate. Conscio del pericolo al quale lo esponeva la guerra, aveva disposto che il suo maestro, Silvio D'amico, procedesse alla fondazione di una casa di riposo per attori anziani ed indigenti. Nasceva così, nel 1943, la Fondazione Nicolò Piccolomini per l'Accademia d'Arte Drammatica, nella quale confluì la Casa del Sole ed il grande parco che la circondava, nel cuore della capitale. Madre e figlio riposano nel mausoleo di famiglia di Pienza[91][92].

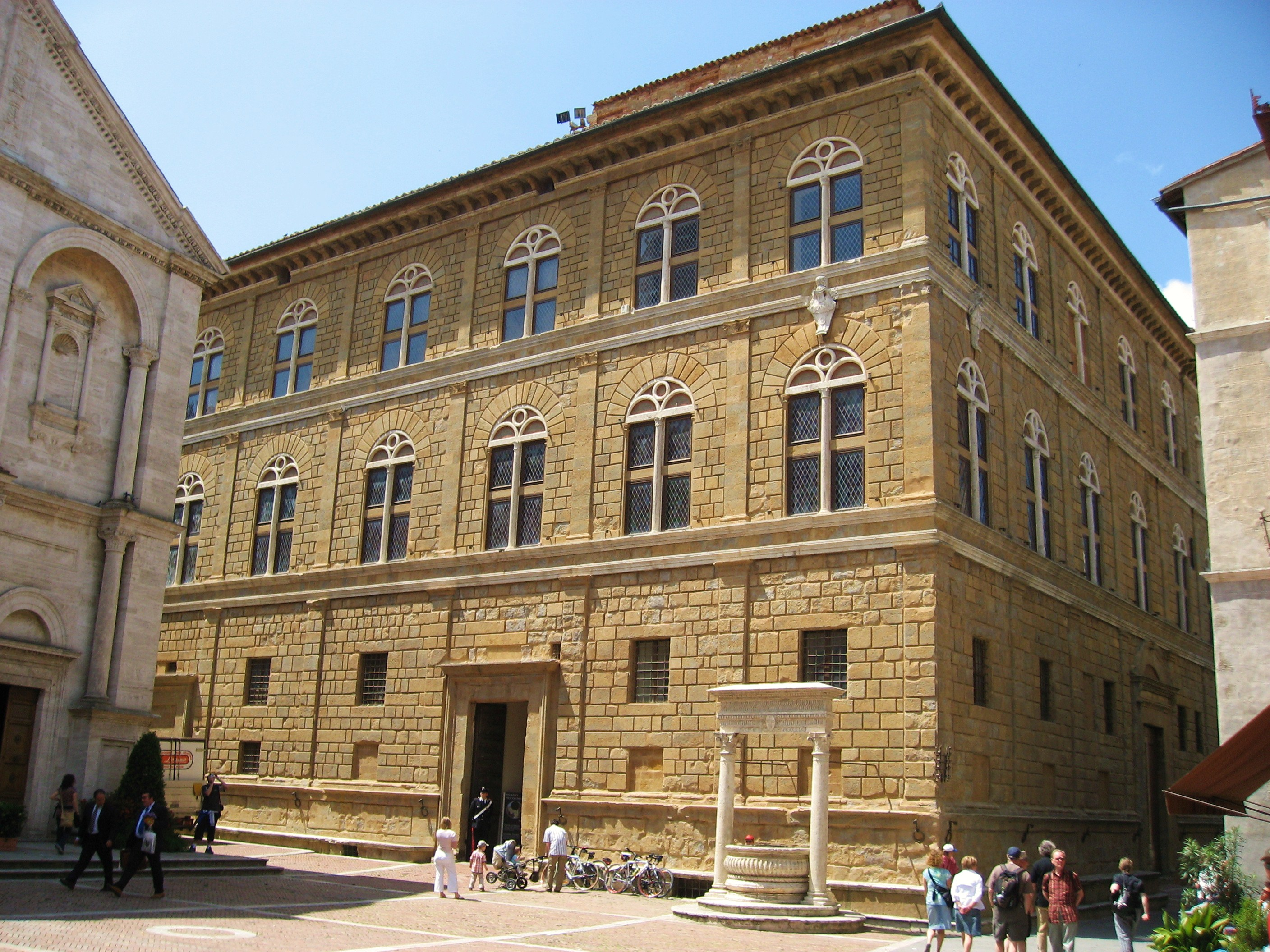
Palazzo Piccolomini a Pienza

- Silvio Piccolomini della Triana (1875 ca. - † Pienza 1963). Ultimo discendente della linea Carli Piccolomini. Questa linea non fu mai coinvolta nei grandi lasciti, che la consorteria aveva riservato agli altri rami della famiglia. Nel 1895 si estinsero i Piccolomini della Triana scaturiti dai Salamoneschi.Chiesa di Santa Maria delle Grazie nel Castello della TrianaPalazzo Piccolomini a Pienza Niccolò, l'ultimo nato, nominò erede questo Silvio che, insieme ai fratelli Girolamo, Alessandro e Ascanio e le sorelle Bianca e Giulia, rappresentava l'ultima discendenza dei Carli Piccolomini. Unico obbligo era quello di assumere il cognome Piccolomini della Triana. Tale successione portò in questo ramo corposi possedimenti, tra cui lo storico Palazzo Piccolomini di Pienza, voluto da Pio II, e la vasta corte dell'altrettanto storico Castello della Triana[93]. Il potere della famiglia Piccolomini, dopo una formidabile serie di vescovi, che occuparono la cattedra di Pienza, era diminuito notevolmente dopo l'accorpamento della diocesi con quella di Chiusi e Montepulciano. Dall'inizio dell'Ottocento, Pienza aveva perso quel ruolo di centralità che aveva acquisito a partire dal XV secolo con il pontefice piccolomineo. Silvio volle con ogni mezzo rilanciare la città dei suoi avi. Lavorò a lungo con la moglie Anna Menotti al progetto estetico e sociale per riportare Pienza ai fasti di un tempo. Fu quattro volte sindaco della città, dai tempi dell'Italia liberale a quella fascista fino a quella democratica. Le ampie diatribe di quelli che lo consideravano ora in campo fascista, ora in campo antifascista, a distanza di quasi un secolo risultano del tutto sterili. Silvio Piccolomini, amò la sua Pienza al di sopra di tutto e si batté sempre per la sua ricostruzione ed il suo rilancio[94]. Inoltre portò a termine un'opera di risanamento dell'antico Castello della Triana, in cui, tuttavia, abitò poco e solo saltuariamente.
Agli inizi degli anni '60 del XX secolo, Silvio, dopo la morte della moglie e del figlio, vide morire intorno a sé tutti i fratelli. Non avendo discendenza e non più legato ai vincoli della consorteria, sciolta nel lontano 1821, decise di dare il suo vasto patrimonio in beneficenza. Destinataria fu la Società di Esecutori di Pie Disposizioni di Siena, che tuttora, negli anni 2000, gestisce le diverse proprietà e il palazzo di Pienza, trasformato in museo, ove si tengono eventi culturali e concerti.

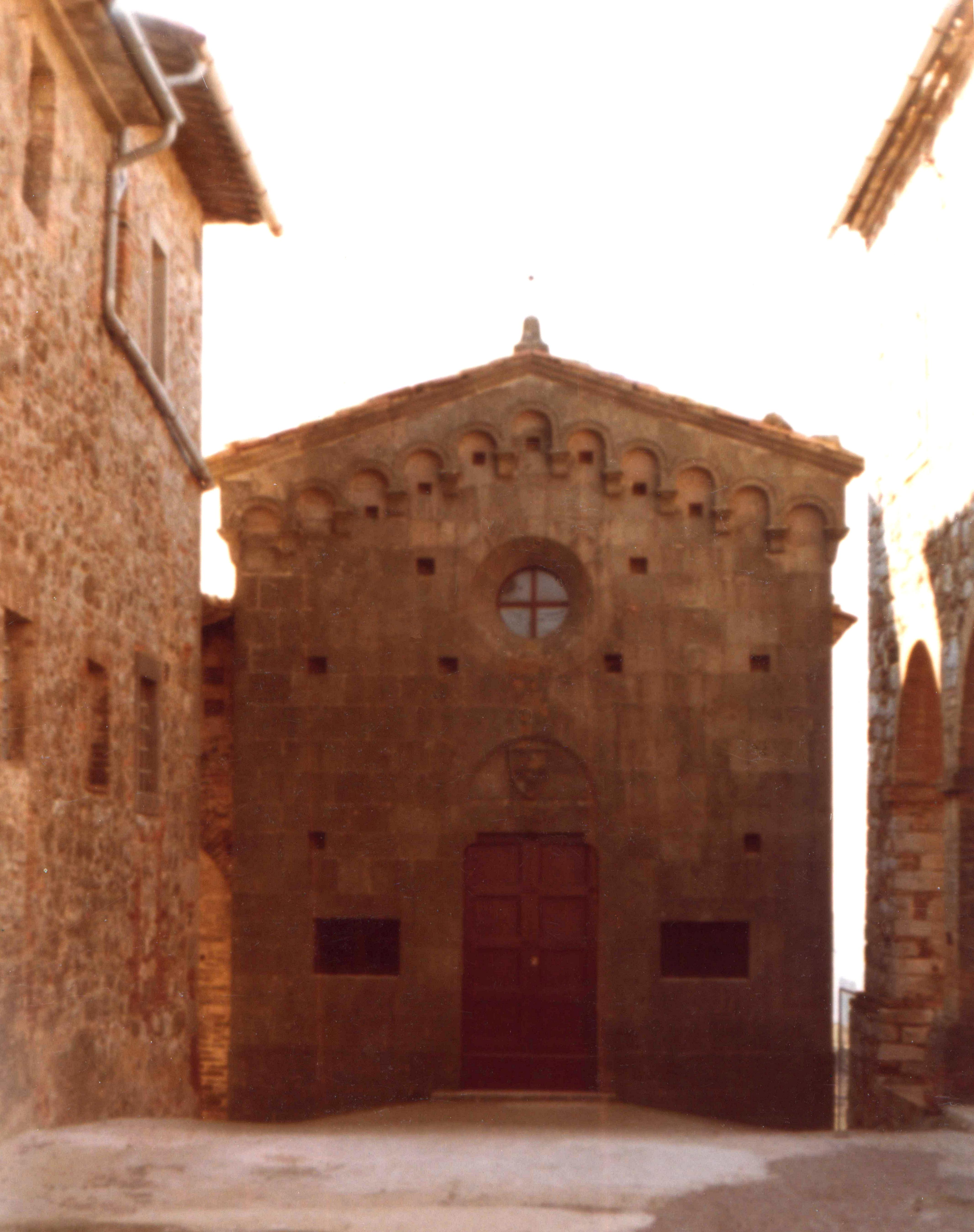
Chiesa di Santa Maria delle Grazie nel Castello della Triana

L'alienazione degli ultimi antichi presidî familiari sancisce la fine di un'epoca, nella storia dei Piccolomini. Nel XXI secolo, sopravvivono entrambi i rami di Bartolomeo e Rustichino. Sono rispettivamente la linea dei Piccolomini Naldi Bandini e quella dei Piccolomini Clementini Adami, accanto alle quali si ricorda anche quella dei Piccolomini d'Aragona, tuttora presenti in Campania. 

## Prelati
| Pontefici                        | Cattedra                                                    | Ramo                                     | Periodo       |
| • Enea Silvio Piccolomini        | Papa con il nome di Pio II                                  | Piccolomini                              | (1459 - 1464) |
| • Francesco Piccolomini          | Papa con il nome di Pio III                                 | Piccolomini Todeschini                   | (1503 - 1503) |
| Cardinali                        |                                                             |                                          |               |
| • Giovanni Piccolomini           | Arcivescovo di Siena. Cardinale del titolo di Santa Balbina | Piccolomini Todeschini                   | (1517 - 1537) |
| • Celio Piccolomini              | Cardinale del titolo di San Pietro in Montorio              | Carli Piccolomini                        | (1664 - 1681) |
| • Giacomo Piccolomini            | Cardinale di Santa Balbina e di San Marco                   | Piccolomini d'Aragona (Già Salamoneschi) | (1845 - 1861) |
| • Enea Silvio Piccolomini        | Cardinale diacono di Sant'Adriano al Foro                   | Piccolomini della Torre a Castello       | (1766 - 1769) |
| Vescovi                          |                                                             |                                          |               |
| • Giacomo Piccolomini (Beato)    | Vescovo di Sarzana e di Luni                                | Piccolomini                              | (1380 - 1383) |
| • Antonio Piccolomini            | Arcivescovo di Siena                                        | Piccolomini di Modanella                 | (1458 - 1459) |
| • Gabriele Piccolomini           | Vescovo di Chiusi, Arcivescovo di Siviglia                  | Non determinato                          | (1463 - 1483) |
| • Niccolò Piccolomini            | Arcivescovo di Benevento                                    | Piccolomini del Mandolo                  | (1464 - 1468) |
| • Aldello Piccolomini            | Vescovo di Grosseto e di Sovana.                            | Piccolomini Salamoneschi                 | (1492 - 1510) |
| • Agostino Piccolomini           | Amministratore apostolico di Fermo                          | Non determinato                          | (1494 - 1496) |
| • Girolamo I Piccolomini         | Vescovo di Pienza                                           | Non determinato                          | (1498 - 1510) |
| • Francesco Piccolomini          | Vescovo di Bisignano                                        | Piccolomini d'Aragona                    | (1498 - 1530) |
| • Girolamo II Piccolomini        | Vescovo di Montalcino e poi di Pienza                       | Carli Piccolomini                        | (1510 - 1535) |
| • Francesco Bandini Piccolomini  | Arcivescovo di Siena                                        | Bandini Piccolomini                      | (1529 - 1588) |
| • Alessandro Piccolomini         | Vescovo di Pienza e Montalcino                              | Carli Piccolomini                        | (1535 - 1563) |
| • Francesco Maria I Piccolomini  | Vescovo di Montalcino e di Pienza                           | Carli Piccolomini                        | (1554 - 1599) |
| • Pompeo Piccolomini             | Vescovo di Tropea                                           | Piccolomini d'Aragona                    | (1560 - 1562) |
| • Germanico Bandini Piccolomini  | Vescovo di Corinto                                          | Bandini Piccolomini                      | (1560 - 1574) |
| • Alessandro Piccolomini         | Arcivescovo di Patrasso                                     | Carli Piccolomini                        | (1574 - 1578) |
| • Ascanio I Piccolomini          | Vescovo di Rodi e poi Arcivescovo di Siena                  | Piccolomini di Sticciano                 | (1588 - 1597) |
| • Francesco Piccolomini          | Vescovo di Grosseto                                         | Piccolomini del Mandolo                  | (1611 - 1622) |
| • Fabio Piccolomini              | Vescovo di Massa e Populonia                                | Piccolomini Salamoneschi                 | (1615 - 1629) |
| • Ascanio II Piccolomini         | Arcivescovo di Siena                                        | Piccolomini di Sticciano                 | (1628 - 1671) |
| • Giovanni Battista Piccolomini  | Vescovo di Salamina e poi di Chiusi                         | Piccolomini del Mandolo                  | (1630 - 1637) |
| • Alessandro II Piccolomini      | Vescovo di Chiusi                                           | Non determinato                          | (1657 - 1661) |
| • Ambrogio Maria Piccolomini     | Vescovo di Trivento e Arcivescovo di Otranto                | Piccolomini d'Aragona                    | (1666 - 1682) |
| • Niccolò Piccolomini            | Arcivescovo di Tessalonica                                  | Non determinato                          | (1706 - 1710) |
| • Francesco Maria II Piccolomini | Vescovo di Montalcino e di Pienza e poi di Perge            | Piccolomini di Modanella                 | (1741 - 1784) |
| • Giulio Piccolomini             | Arcivescovo di Rossano                                      | Piccolomini d'Aragona                    | (1611 - ?)    |
| Altri prelati                    | Incarico                                                    | Ramo                                     | Periodo       |
| • Francesco Piccolomini          | 8° Preposito generale della Compagnia del Gesù              | Piccolomini della Triana                 | (1649 -1651)  |
| • Nicolò Piccolomini             | Uditore della Sacra Romana Rota                             | Carli Piccolomini                        | (1531)        |
| • Nicolò Piccolomini             | Segretario dei Memoriali di Alessandro VII                  | Salamoneschi                             | (1628)        |
| • Gaspare Piccolomini            | Cameriere del Pontefice Pio II                              | Piccolomini                              | (1459 - 1464) |

## Beati
- Ambrogio Piccolomini, secondo generale e confratello di Bernardo Tolomei fondatore della Congregazione Benedettina di Santa Maria di Monte Oliveto
- Giovanni Piccolomini (beato)
- Giacomo Piccolomini (XIV secolo), Vescovo, citato nella sezione Prelati
- Giovacchino Piccolomini (XIII secolo), citato nella sezione Ramo di Rustichino
- Bindo Piccolomini XV secolo, Gesuato
- Mino Piccolomini, XV secolo
- Bartolomeo Piccolomini, XIV secolo Gesuato
- Giacomo Piccolomini, eremita (Eremo di San Salvatore di Lecceto)

## Tavole genealogiche

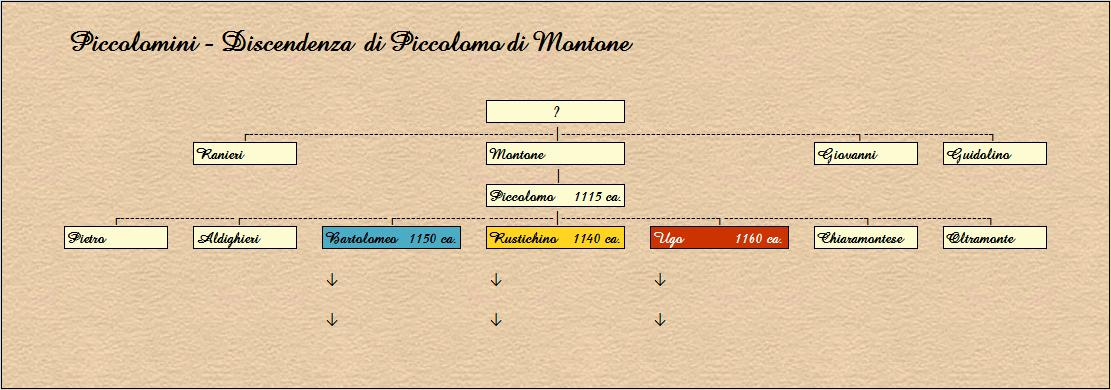
Discendenza di Piccolomo di Montone
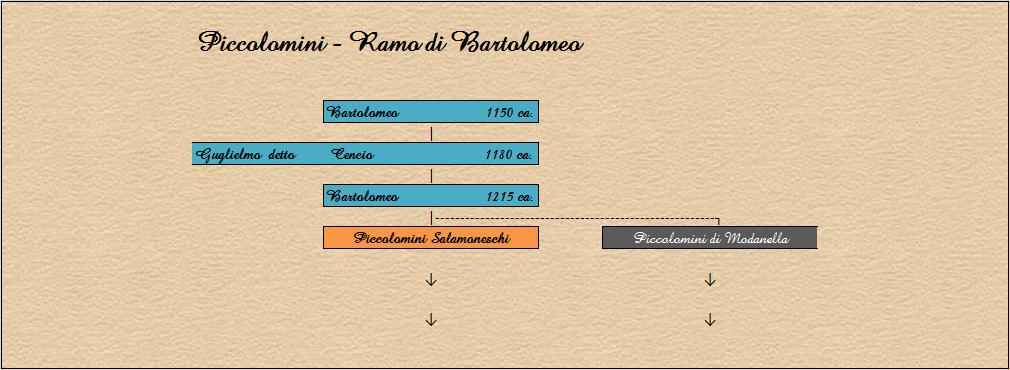
Discendenza di Bartolomeo
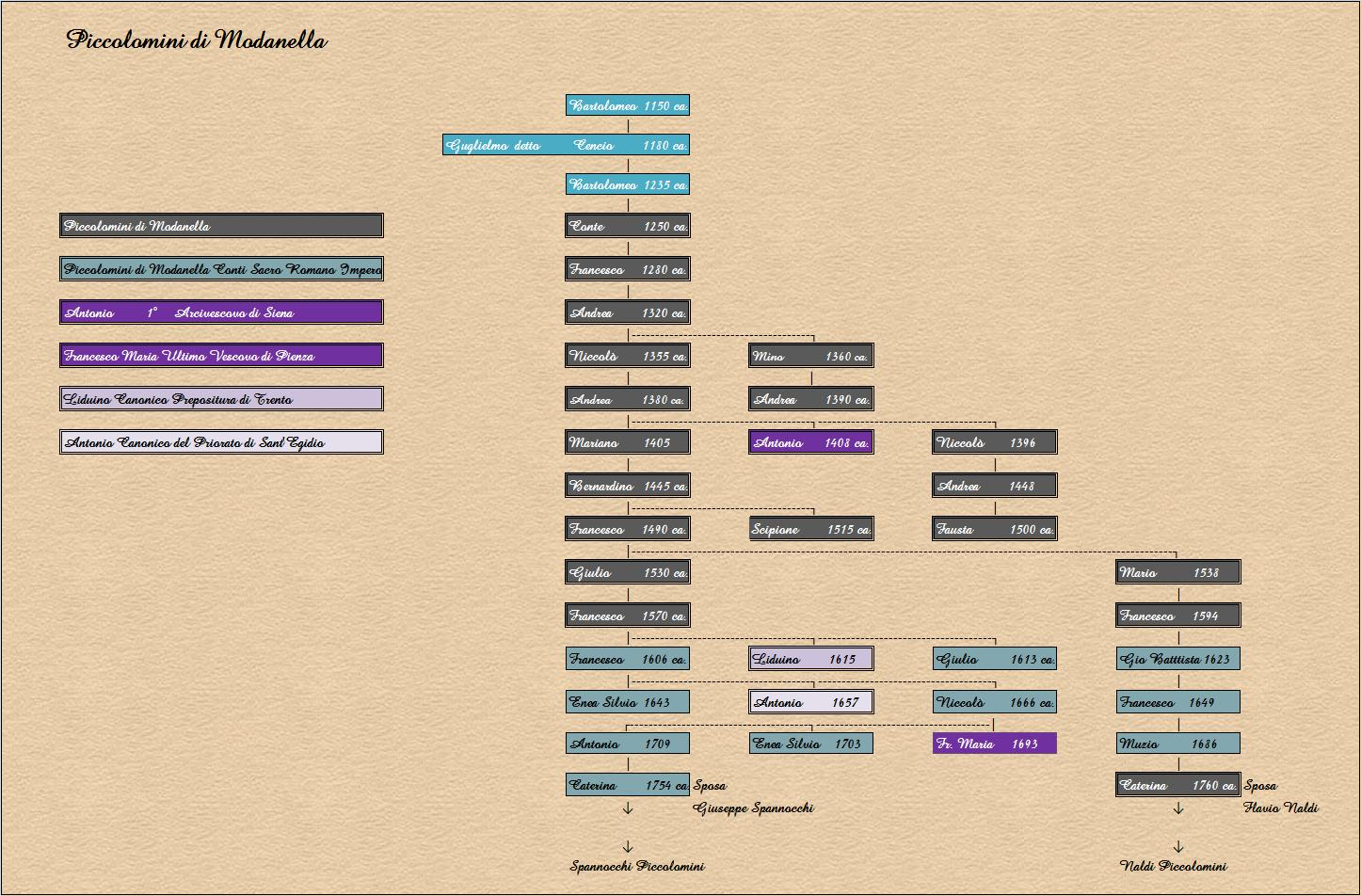
Ramo dei Piccolomini di Modanella
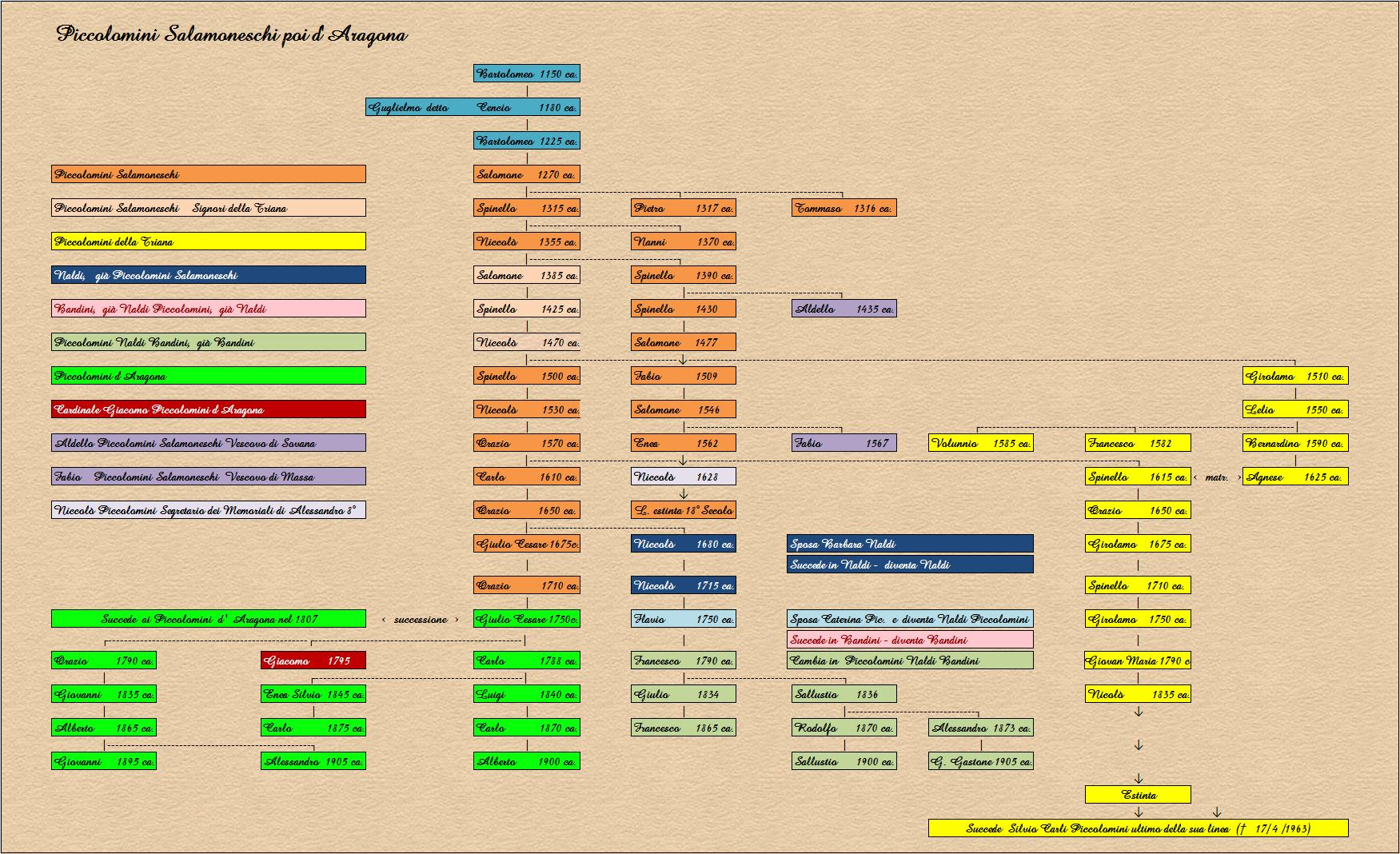
Ramo dei Piccolomini Salamoneschi
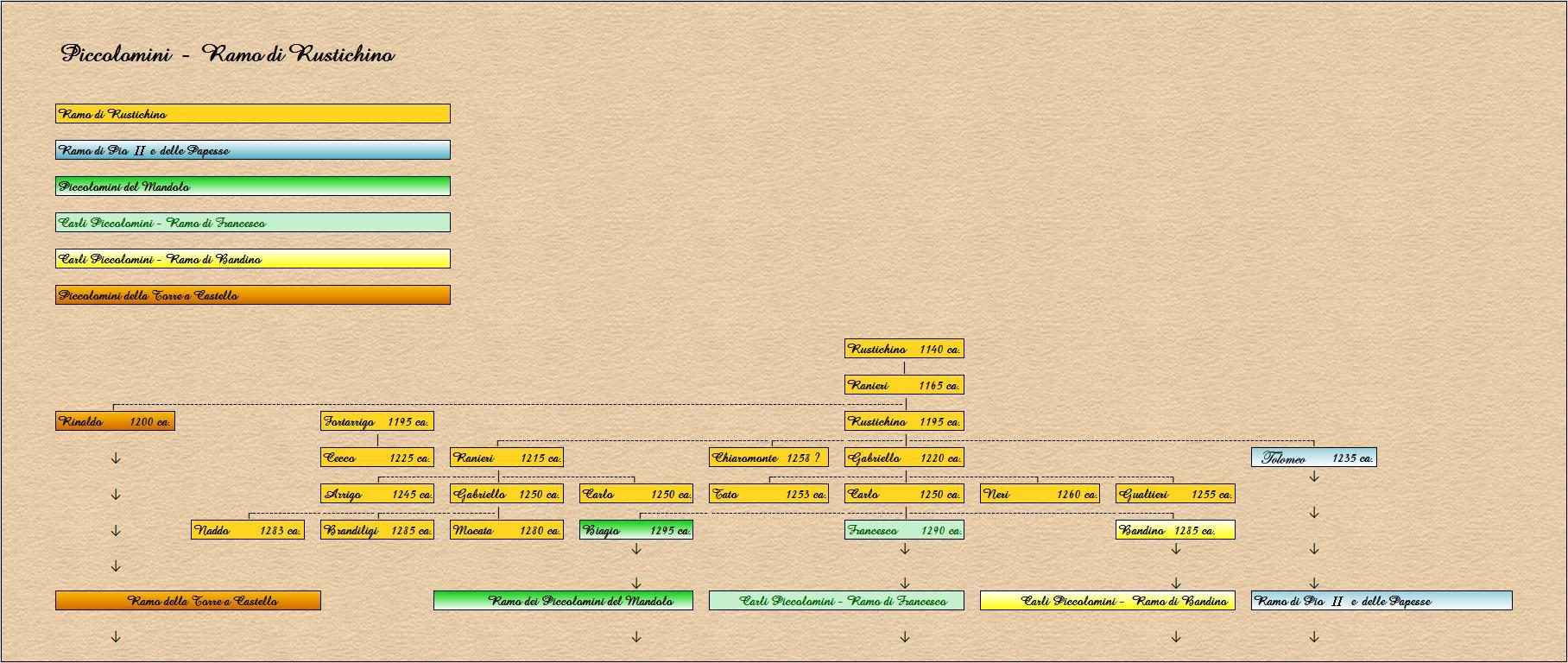
Discendenza di Rustichino
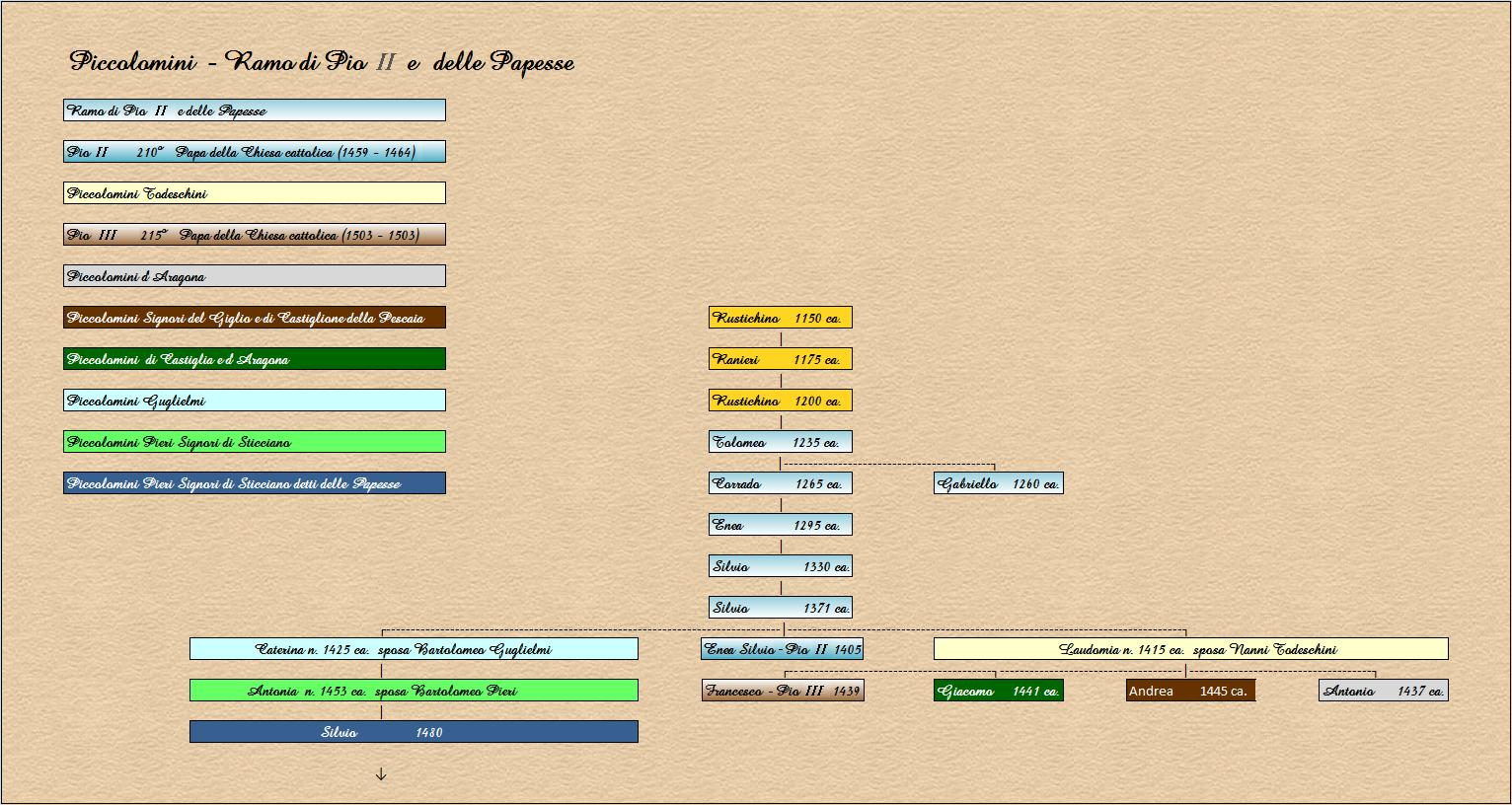
Ramo di Pio II e delle Papesse
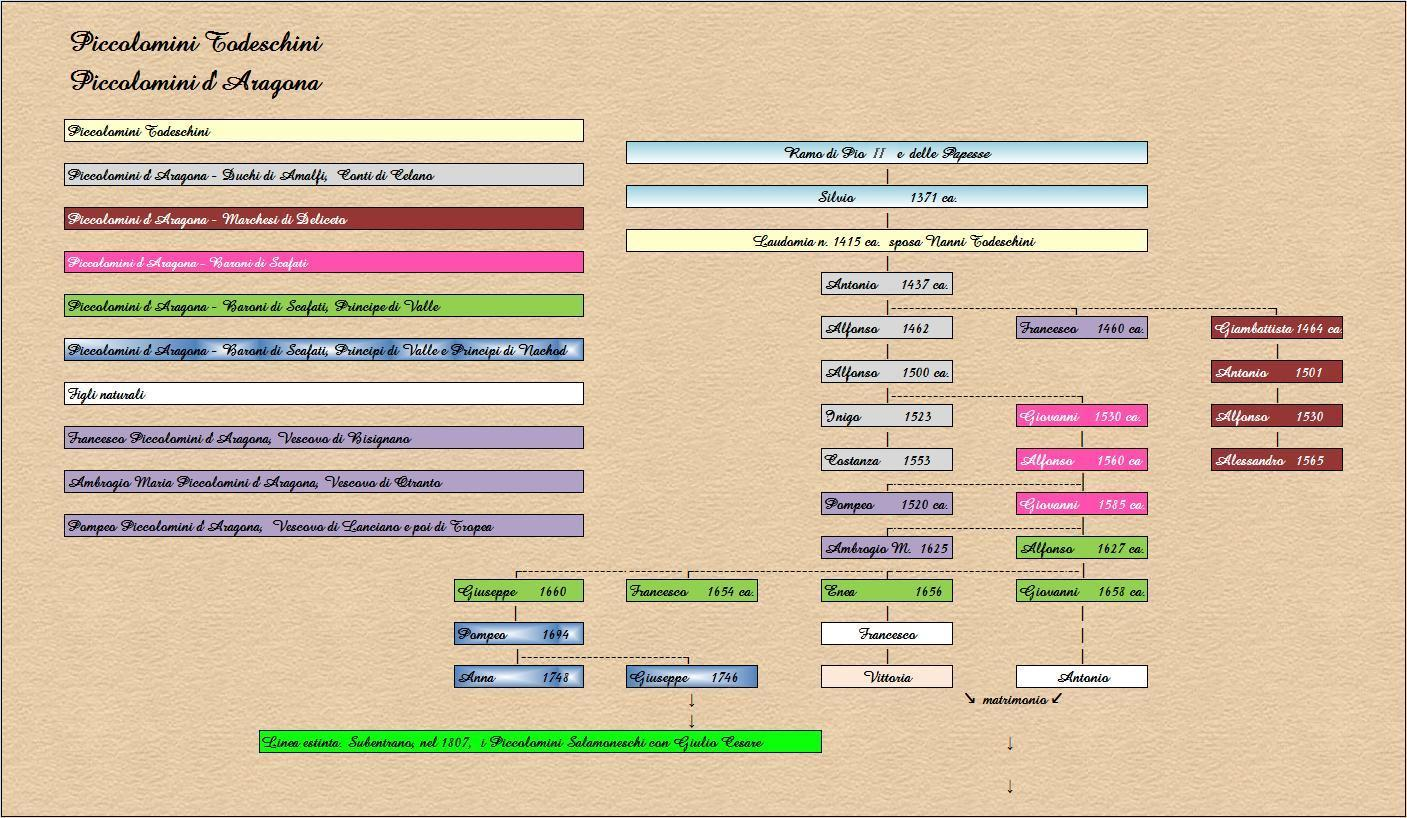
Ramo dei Piccolomini (Todeschini) d'Aragona
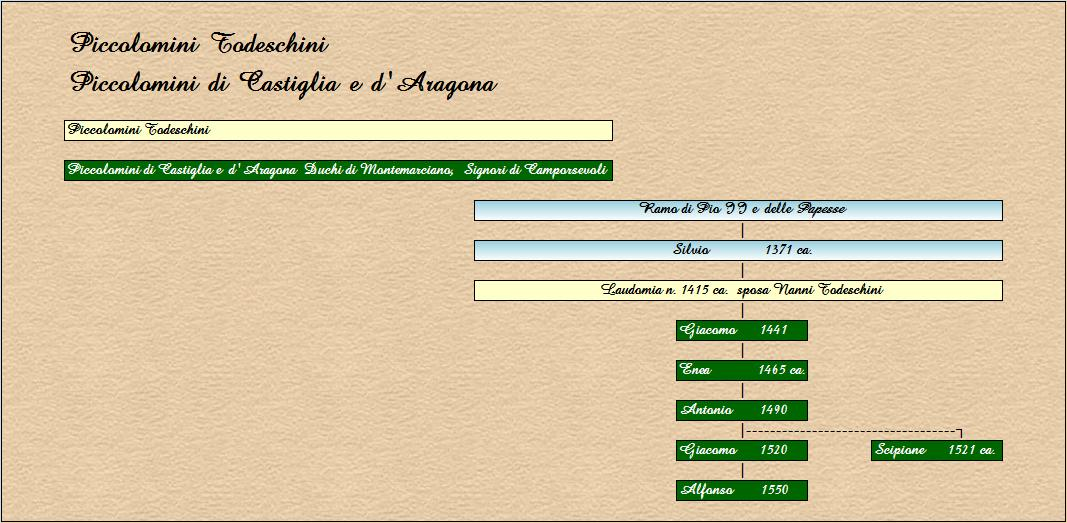
Ramo dei Piccolomini (Todeschini) di Castiglia e d'Aragona
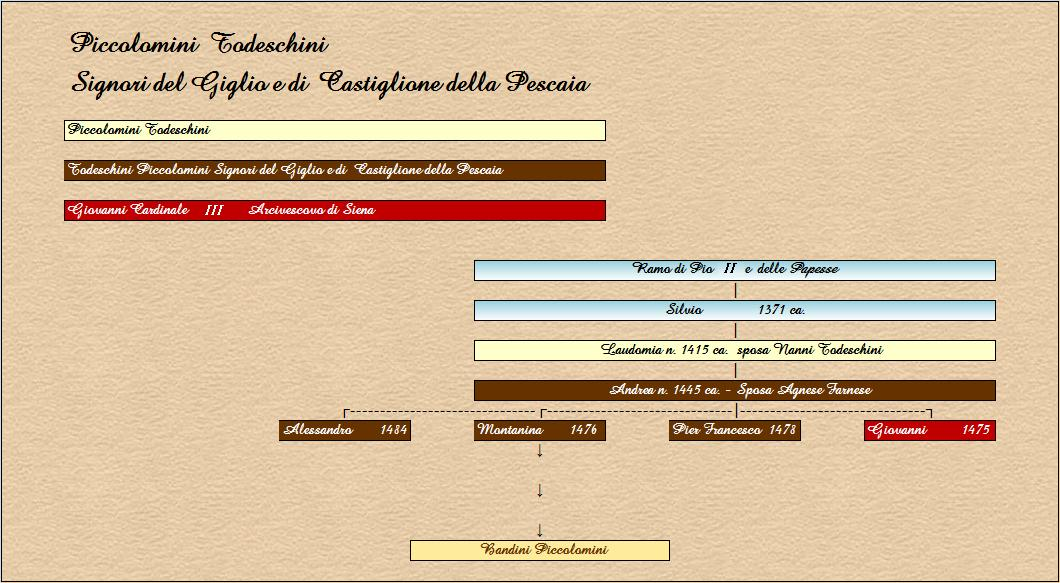
Ramo dei Piccolomini Todeschini - Signori del Giglio e di Castiglione della Pescaia
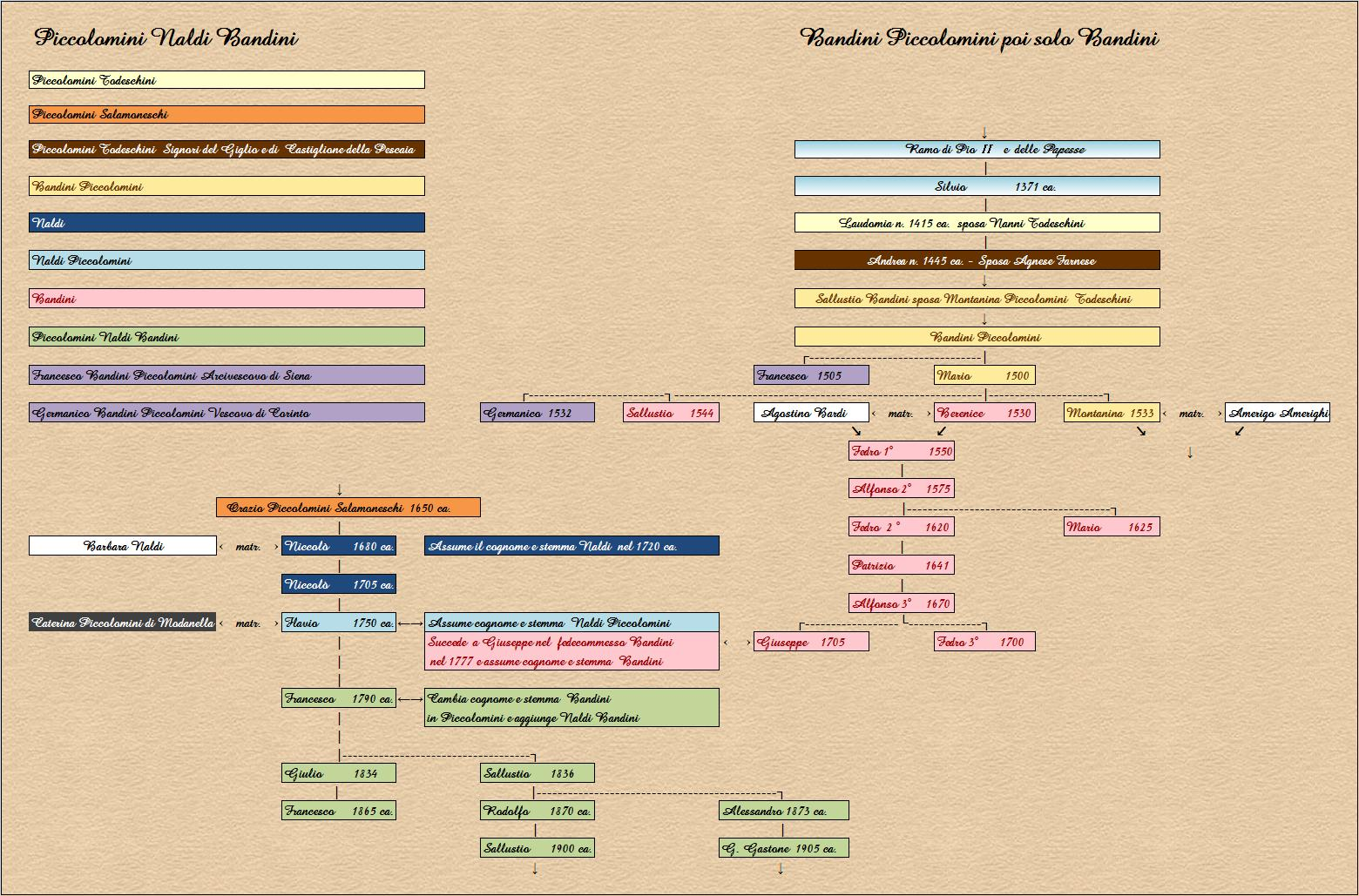
Ramo dei Bandini Piccolomini e dei Piccolomini Naldi Bandini
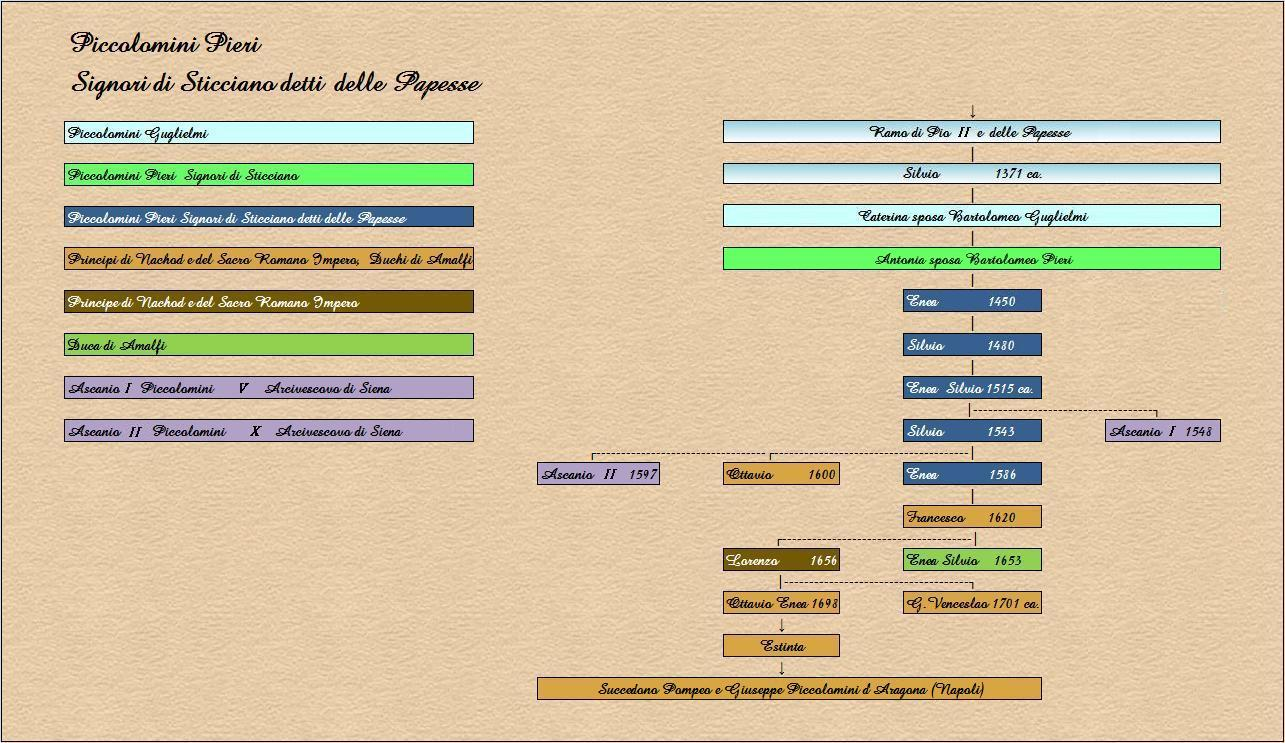
Ramo dei Piccolomini Pieri Signori di Sticciano detti delle Papesse
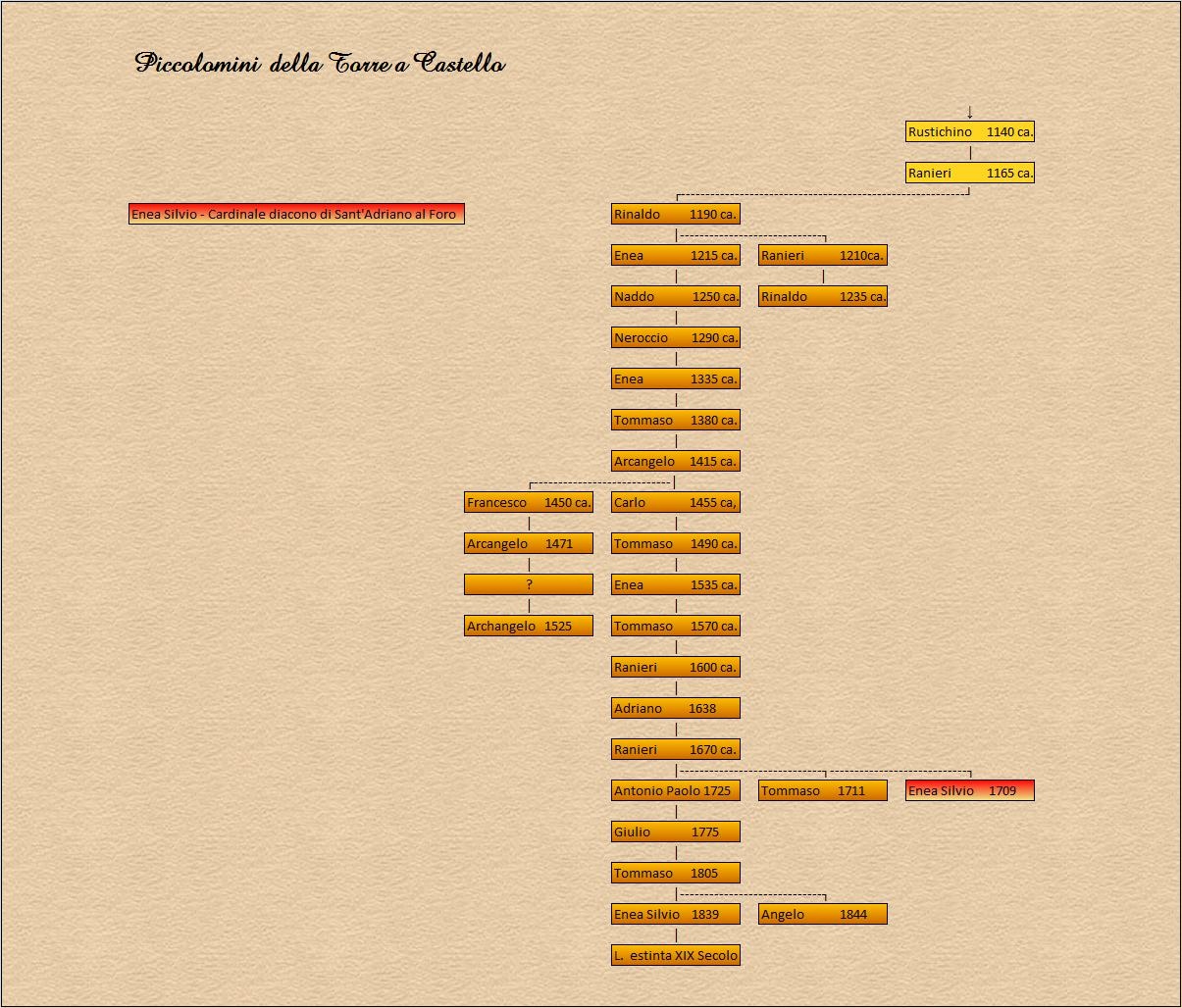
Ramo dei Piccolomini della Torre a Castello
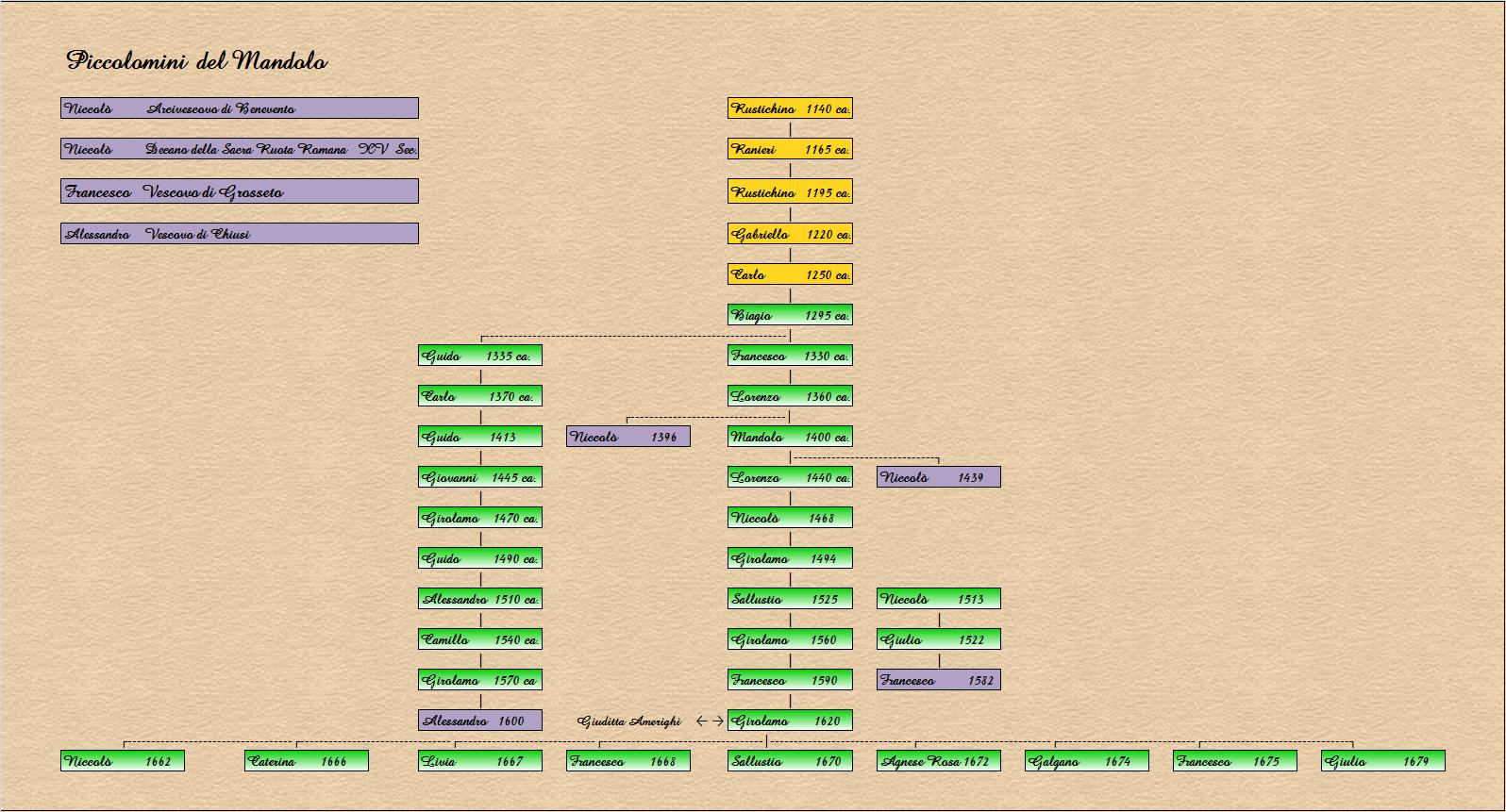
Ramo dei Piccolomini del Mandolo
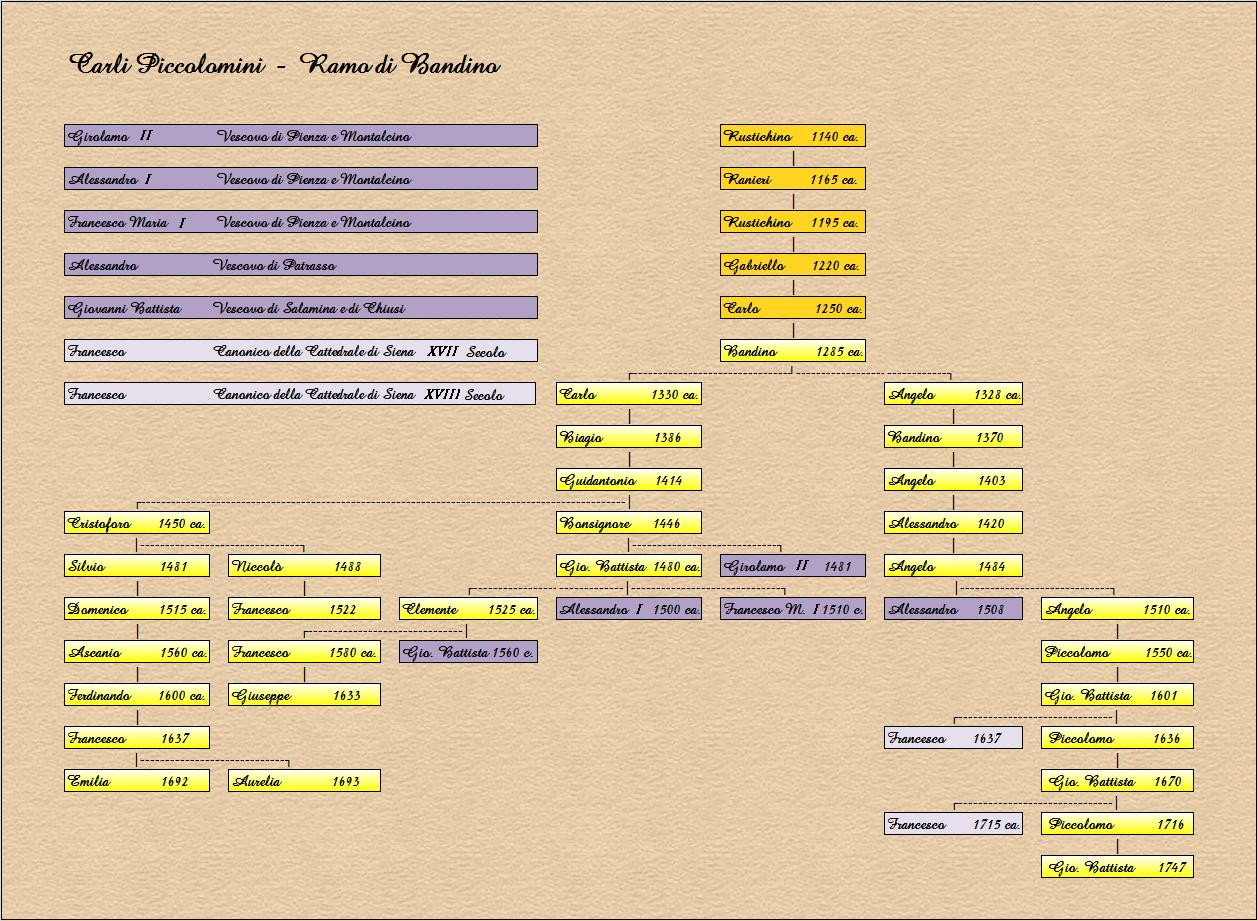
Ramo di Bandino dei Carli Piccolomini
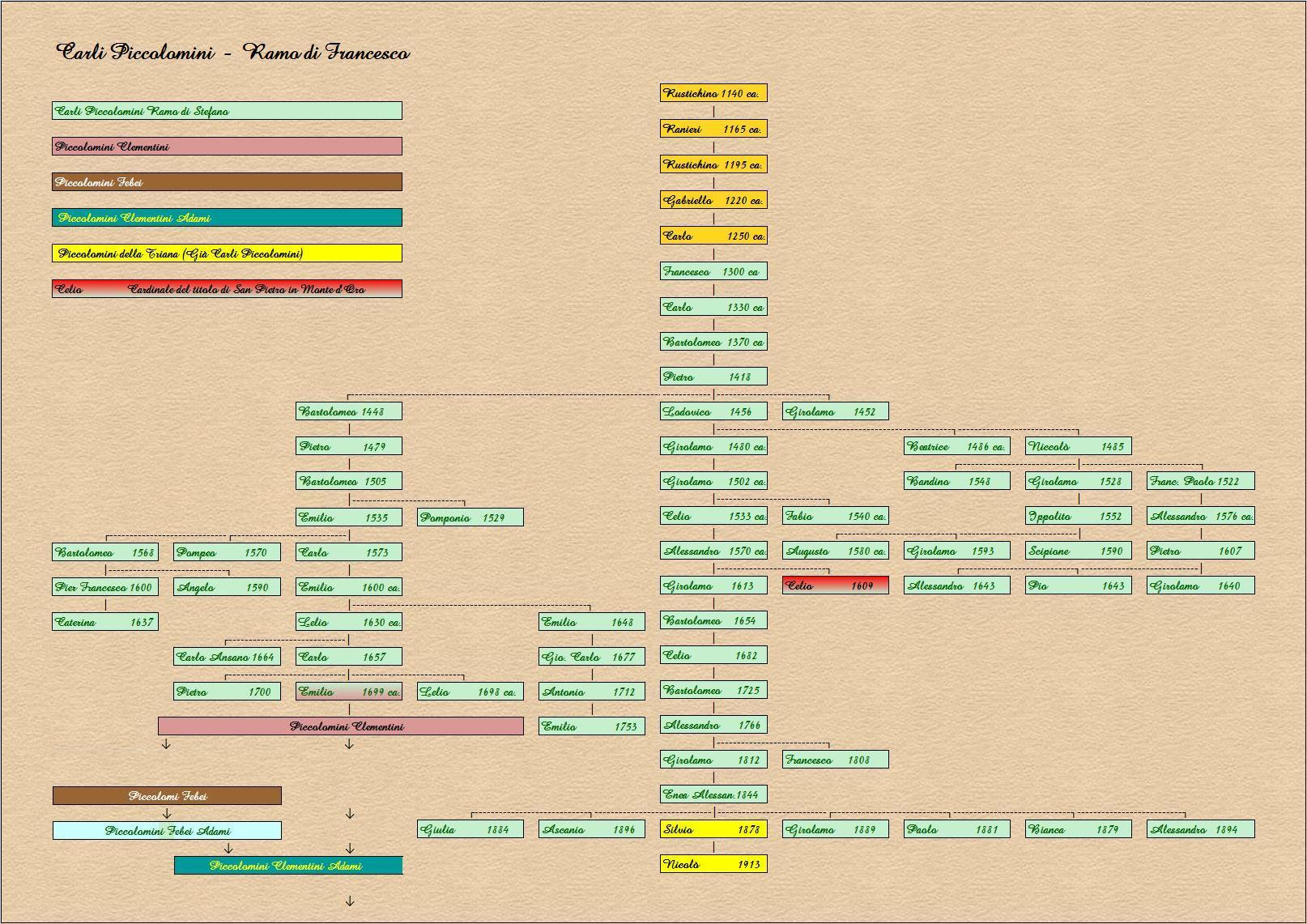
Ramo di Francesco dei Carli Piccolomini
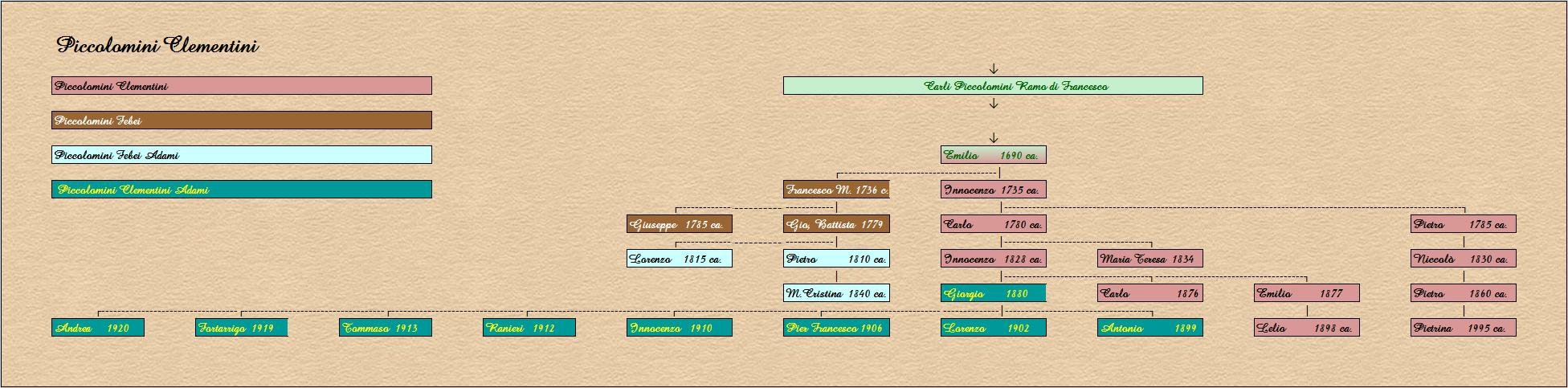
Ramo dei Piccolomini Clementini
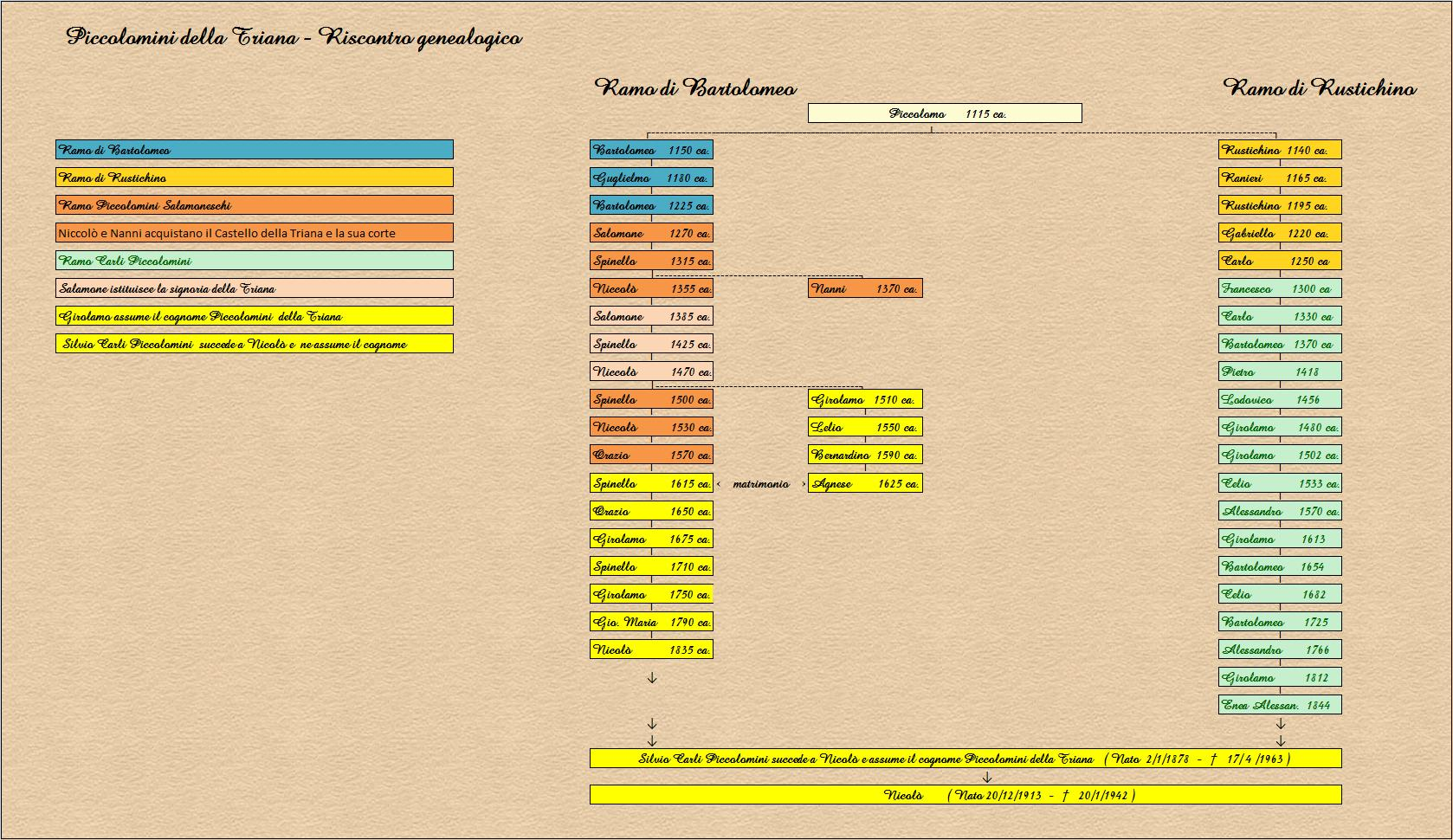
Ramo dei Piccolomini della Triana